# 出雲市
出雲市（いずもし）は、島根県の中東部にある市。
島根県内では2番目となる人口 を抱え、出雲大社をはじめ多くの観光名所を有する。

## 概要
県内では2番目、山陰地方では松江市・鳥取市に次いで3番目の人口 を抱え、出雲地方西部の中心都市でもある。出雲市を中心に出雲都市圏が形成されており、また他の雲伯地方の都市圏（松江都市圏・米子都市圏）とともに中海・宍道湖・大山圏域を形成している。
出雲市は「神話の国 出雲」として全国に知られているように出雲大社、須佐神社、西谷墳墓群、荒神谷遺跡などのほか豊富な歴史・文化遺産に恵まれ、古代史文化のシンボル的な空間を形成している。
なお、中世に活躍した出雲源氏の発祥地でもある。
現在の出雲市は、2005年3月22日に旧出雲市・平田市・簸川郡大社町・湖陵町・多伎町・佐田町の2市4町が新設合併してできた自治体 に、さらに2011年10月1日に斐川町を編入してできたものである。旧出雲市は室町時代以来、物資の集散地となった今市を中心として周辺の村が合併して成立した市である。出雲市健康文化都市プロジロジェクトを推進。
地域の大部分は旧簸川郡だが、出雲市地合町、野郷町、美野町はかつての旧八束郡、出雲市西谷町、佐田町須佐・原田・朝原・大呂・反辺はかつての飯石郡、出雲市多伎町神原はかつての石見国（旧安濃郡）にあたる。

## 地理

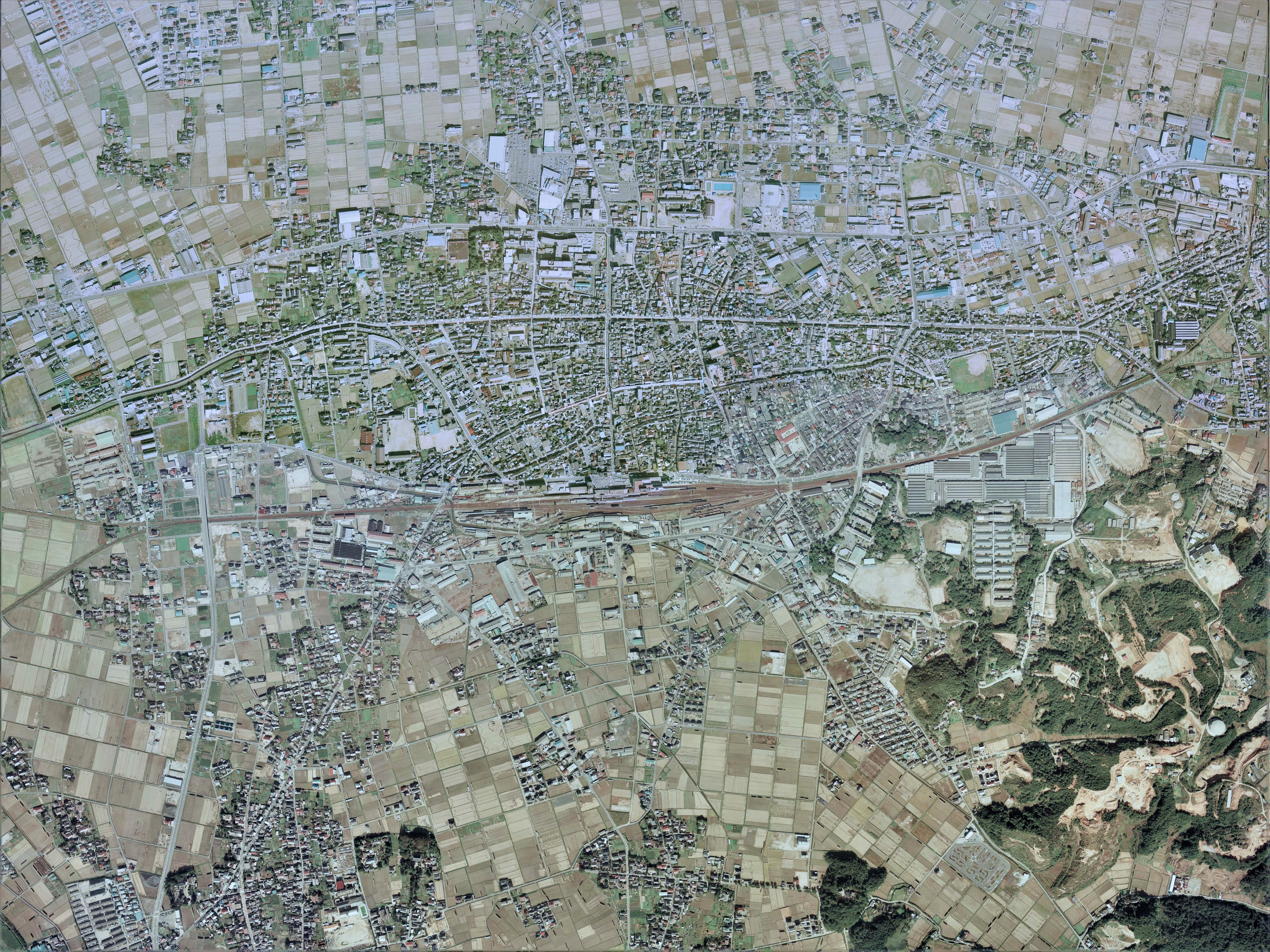
出雲市中心部周辺の空中写真。
1976年10月17日撮影の8枚を合成作成。。

出雲平野を中心として、北部は出雲神話でも知られる島根半島と日本海、南部は中国山地に接する。市の東部には斐伊川が流れ、宍道湖に注いでおり海、山、川、湖、平野、峡谷、温泉と多彩な地勢を有する。

### 気候
| 出雲（1991年 - 2020年）の気候      | 出雲（1991年 - 2020年）の気候 | 出雲（1991年 - 2020年）の気候 | 出雲（1991年 - 2020年）の気候 | 出雲（1991年 - 2020年）の気候 | 出雲（1991年 - 2020年）の気候 | 出雲（1991年 - 2020年）の気候 | 出雲（1991年 - 2020年）の気候 | 出雲（1991年 - 2020年）の気候 | 出雲（1991年 - 2020年）の気候 | 出雲（1991年 - 2020年）の気候 | 出雲（1991年 - 2020年）の気候 | 出雲（1991年 - 2020年）の気候 | 出雲（1991年 - 2020年）の気候 |
| 月                                 | 1月                           | 2月                           | 3月                           | 4月                           | 5月                           | 6月                           | 7月                           | 8月                           | 9月                           | 10月                          | 11月                          | 12月                          | 年                            |
| ---------------------------------- | ----------------------------- | ----------------------------- | ----------------------------- | ----------------------------- | ----------------------------- | ----------------------------- | ----------------------------- | ----------------------------- | ----------------------------- | ----------------------------- | ----------------------------- | ----------------------------- | ----------------------------- |
| 最高気温記録 °C （°F）             | 20.8 (69.4)                   | 22.8 (73)                     | 25.1 (77.2)                   | 31.0 (87.8)                   | 31.1 (88)                     | 35.4 (95.7)                   | 37.3 (99.1)                   | 38.4 (101.1)                  | 37.4 (99.3)                   | 31.8 (89.2)                   | 27.9 (82.2)                   | 22.8 (73)                     | 38.4 (101.1)                  |
| 平均最高気温 °C （°F）             | 8.4 (47.1)                    | 9.3 (48.7)                    | 12.7 (54.9)                   | 18.0 (64.4)                   | 22.8 (73)                     | 26.0 (78.8)                   | 29.5 (85.1)                   | 31.3 (88.3)                   | 27.1 (80.8)                   | 22.0 (71.6)                   | 16.5 (61.7)                   | 11.1 (52)                     | 19.6 (67.3)                   |
| 日平均気温 °C （°F）               | 4.8 (40.6)                    | 5.1 (41.2)                    | 7.8 (46)                      | 12.6 (54.7)                   | 17.3 (63.1)                   | 21.2 (70.2)                   | 25.3 (77.5)                   | 26.4 (79.5)                   | 22.2 (72)                     | 16.7 (62.1)                   | 11.7 (53.1)                   | 7.2 (45)                      | 14.9 (58.8)                   |
| 平均最低気温 °C （°F）             | 1.2 (34.2)                    | 0.7 (33.3)                    | 2.5 (36.5)                    | 6.6 (43.9)                    | 11.5 (52.7)                   | 16.7 (62.1)                   | 21.7 (71.1)                   | 22.4 (72.3)                   | 18.0 (64.4)                   | 11.7 (53.1)                   | 6.8 (44.2)                    | 3.1 (37.6)                    | 10.3 (50.5)                   |
| 最低気温記録 °C （°F）             | −6.5 (20.3)                   | −8.4 (16.9)                   | −4.0 (24.8)                   | −3.2 (26.2)                   | 1.7 (35.1)                    | 7.4 (45.3)                    | 11.7 (53.1)                   | 15.0 (59)                     | 5.5 (41.9)                    | 2.3 (36.1)                    | −0.9 (30.4)                   | −3.6 (25.5)                   | −8.4 (16.9)                   |
| 降水量 mm （inch）                 | 121.6 (4.787)                 | 98.9 (3.894)                  | 123.5 (4.862)                 | 112.2 (4.417)                 | 130.3 (5.13)                  | 183.0 (7.205)                 | 229.8 (9.047)                 | 145.6 (5.732)                 | 187.1 (7.366)                 | 113.4 (4.465)                 | 114.6 (4.512)                 | 135.9 (5.35)                  | 1,675 (65.945)                |
| 平均降水日数 （≥1.0 mm）           | 17.3                          | 13.9                          | 12.9                          | 9.9                           | 9.2                           | 10.7                          | 11.7                          | 9.3                           | 11.3                          | 10.0                          | 12.1                          | 16.9                          | 145.5                         |
| 平均月間日照時間                   | 53.9                          | 80.3                          | 140.4                         | 186.1                         | 208.8                         | 164.2                         | 178.5                         | 207.9                         | 152.5                         | 155.3                         | 107.3                         | 65.4                          | 1,697.4                       |
| 出典1：Japan Meteorological Agency |                               |                               |                               |                               |                               |                               |                               |                               |                               |                               |                               |                               |                               |
| 出典2：気象庁                      |                               |                               |                               |                               |                               |                               |                               |                               |                               |                               |                               |                               |                               |

### 隣接する自治体
出雲市は以下の自治体と隣接している。
- 松江市
- 雲南市
- 大田市
- 飯石郡飯南町

### 人口
| |                                        |  |
| 出雲市と全国の年齢別人口分布（2005年） | 出雲市の年齢・男女別人口分布（2005年） |  |
| ■紫色 ― 出雲市 ■緑色 ― 日本全国 | ■青色 ― 男性 ■赤色 ― 女性              |  |
| 出雲市（に相当する地域）の人口の推移 \| 1970年（昭和45年） \| 157,325人 \| \| \| 1975年（昭和50年） \| 159,058人 \| \| \| 1980年（昭和55年） \| 166,280人 \| \| \| 1985年（昭和60年） \| 170,529人 \| \| \| 1990年（平成2年） \| 171,422人 \| \| \| 1995年（平成7年） \| 172,001人 \| \| \| 2000年（平成12年） \| 173,776人 \| \| \| 2005年（平成17年） \| 173,751人 \| \| \| 2010年（平成22年） \| 171,485人 \| \| \| 2015年（平成27年） \| 171,938人 \| \| \| 2020年（令和2年） \| 172,775人 \| \| |                                        |  |
| 総務省統計局 国勢調査より |                                        |  |
| 1970年（昭和45年） | 157,325人                              |  |
| 1975年（昭和50年） | 159,058人                              |  |
| 1980年（昭和55年） | 166,280人                              |  |
| 1985年（昭和60年） | 170,529人                              |  |
| 1990年（平成2年） | 171,422人                              |  |
| 1995年（平成7年） | 172,001人                              |  |
| 2000年（平成12年） | 173,776人                              |  |
| 2005年（平成17年） | 173,751人                              |  |
| 2010年（平成22年） | 171,485人                              |  |
| 2015年（平成27年） | 171,938人                              |  |
| 2020年（令和2年） | 172,775人                              |  |

## 歴史

### 古代 （出雲神話の舞台）
肥沃な出雲平野を背景として古代から発展し、豊富な神話、遺跡や大量の出土品、古墳の種類の豊富さ等から、この地域に古くから栄えた大きな勢力があったことは確実視されている。特に弥生時代以降は荒神谷遺跡といった遺跡や、西谷墳墓群などの大型の四隅突出型墳丘墓を造る大きな勢力が存在した。6世紀後半には今市大念寺古墳や上塩冶築山古墳など、県内でも最大規模の古墳が多く造られた。
また、記紀神話においては出雲が舞台とされ、出雲大社や須佐神社の創建が語られるなど朝廷から重視された地域でもあった。

### 中世以降

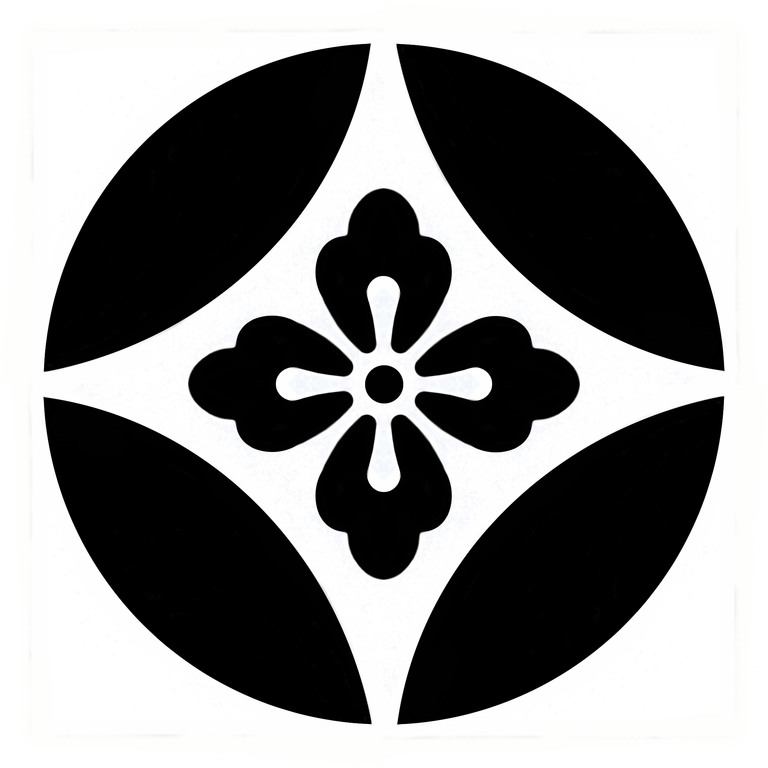
花輪違（出雲源氏の家紋）

鎌倉幕府御家人、佐々木義清が、承久3年（1221年）承久の乱の功により、出雲・隠岐の二国を賜わり出雲に下向し出雲源氏の祖となった。
この嫡流は、出雲国神門郡塩冶郷を本貫（出雲源氏発祥の地）として塩冶氏を名乗り出雲国守護を世襲したが、南北朝時代の守護・塩冶高貞（塩冶判官）は室町幕府執事高師直によって滅ぼされた。その後、塩冶氏の傍流は山名氏に属して但馬国へ遷った。
江戸時代は域内の大部分が松江藩領で、大社町の一部は幕府より認められた出雲大社領や日御碕神社領とされた。また佐田町の一部は平安時代から続く石清水八幡宮（京都）の所領とされてきた。

### 出雲木綿
近世後期以降、出雲平野は「雲州木綿」の集散地となる。特に旧平田市にあたる楯縫郡では明治初期の記録において木綿の生産高が米の生産高を上回るほどであった。明治時代の末には簸川郡の名産として案内され、名古屋税務監督局が名産織物ごとに織り手の賃金や生産量を比較したデータを採った。
特徴は小学生用の副教材（明治20年）にも記されるほど知れ渡り。
久留米飛白や阿波しじら織、伊予絣と比較され、商取引の連絡に「ウシン」という電報用語も使われた。主な消費地の京阪地方ばかりか、近隣の需要は会見郡の港からさばいた。
内国勧業博覧会に出品（1895年＝明治28年）、天皇が山陰道を1897年（明治40年）に訪れた時に簸川郡の製品を献上した。1900年代に入ると織物業者の名簿が整い、雲州木綿50反の卸値は1円30銭という記録もある（1899年）。

#### 繊維工業の町
大正時代から昭和30年代（1917年–1964年）にかけては、出雲製織（のち大和紡績）、郡是製糸、鐘淵紡績などの工場がつくられ、繊維工業の町となった。

### 沿革
第二次世界大戦後の歩みをまとめる。
- 1947年（昭和22年）11月30日 - 昭和天皇の戦後巡幸。大和紡績工場、今市小学校などに行幸[28][29]。
- 1948年（昭和23年）
  - 4月 - 島根県中央病院（現・島根県立中央病院）が発足[30]。
  - 4月26日 - 出雲市消防本部が設置される。
- 1950年（昭和25年）9月3日 - 出雲市運輸課による市営バスが営業開始。
- 1953年（昭和28年）10月10日 - 第8連隊第1大隊が水島駐屯地より移駐し、出雲駐屯地が開設される。
- 1965年（昭和40年）2月18日 - 一畑電気鉄道立久恵線が廃止となる。
- 1966年（昭和41年）6月30日 - 出雲空港が開港。
- 1969年（昭和44年）8月25日 - 島根県立湖陵病院（現・島根県立こころの医療センター）が設置される[30]。
- 1975年（昭和50年）10月 - 島根医科大学（現・島根大学医学部）が設置される。
- 1979年（昭和54年）4月1日 - 島根医科大学医学部附属病院（現・島根大学医学部附属病院）が開設される。
- 1989年（平成元年）10月10日 - 出雲全日本大学選抜駅伝競走第1回大会が実施される。
- 1990年（平成2年）4月1日 - 大社線が廃止となる。
- 1992年（平成4年）
  - 4月 - 出雲ケーブルビジョンが開局。
  - 4月29日 - 出雲ドームが開場。
- 1995年（平成7年）4月1日 - 島根県立看護短期大学（現・島根県立大学出雲キャンパス）が開学。
- 1999年（平成11年）12月 - ビッグハート出雲が開館。
- 2002年（平成14年）7月20日 - 出雲科学館が開館。
- 2003年（平成15年）4月16日 - エフエムいずもが開局。
- 2007年（平成19年）3月10日 - 島根県立古代出雲歴史博物館が開館。
- 2009年（平成21年）
  - 5月 - 新出雲風力発電所が運転開始。
  - 11月28日 - 山陰自動車道斐川IC - 出雲IC間が開通[31]。
- 2012年（平成24年）4月1日 - 松江市・安来市・鳥取県米子市・境港市・オブザーバーの大山圏域7町村（南部町・伯耆町・日吉津村・大山町・日南町・日野町・江府町）と共に中海市長会を発展的に改組し、中海・宍道湖・大山圏域市長会[32] を設立。

### 行政区画の変遷
現在の出雲市域はかつての出雲郡と楯縫郡の全域、神門郡の大部分、安濃郡と飯石郡と秋鹿郡の一部にあたる。なお、1896年（明治29年）に出雲郡と神門郡と楯縫郡は簸川郡に、秋鹿郡と意宇郡と島根郡は八束郡となった。
- 1941年（昭和16年）
  - 2月11日 - 簸川郡今市町・古志村・高松村・高浜村・四纏村・川跡村・大津村・塩冶村・鳶巣村が合併して出雲町が発足[33]。
  - 11月3日 - 市制施行して出雲市となる[33]。島根県下では浜田市に次ぎ3番目の市制。
- 1955年（昭和30年）3月22日 - 簸川郡朝山村・上津村・稗原村を編入[33]。
- 1956年（昭和31年）4月1日 - 簸川郡神西村・神門村・長浜村を編入[33]。
- 1970年（昭和45年）8月1日 - 簸川郡大社町大字入南・遥堪の各一部、飯石郡三刀屋町大字高窪の一部を編入[33]。
- 1971年（昭和46年）4月1日 - 飯石郡三刀屋町大字高窪の一部を編入[33]。
- 1991年（平成3年）12月6日 - 簸川郡湖陵町大字三部の一部を編入。同時に出雲市西神西町の一部を湖陵町に編入[33]。
- 1994年（平成6年）1月14日 - 湖陵町大字三部の一部を編入。同時に出雲市西神西町の一部を湖陵町に編入[33]。
- 1996年（平成8年）9月19日 - 出雲市・松江市・平田市・簸川郡斐川町・八束郡宍道町・玉湯町間で、宍道湖湖面の境界線が確定する[33]。
- 2005年（平成17年）3月22日 - 平田市・大社町・湖陵町・多伎町・佐田町と新設合併し、改めて出雲市が発足[4][33]。
  - 当初は旧郡域を含めた簸川郡の全市町が合併することを目指したが、斐川町を除いた2市4町による合併となった[34][35]。
- 2011年（平成23年）10月1日 - 簸川郡斐川町を編入[4][33]。これによって、簸川郡は消滅した。

| 旧 郡    | 明治以前   | 明治以前   | 明治元年 - 明治7年 | 明治8年 - 明治22年         | 明治22年 4月1日 町村制施行 | 明治22年 - 大正15年      | 昭和元年 - 昭和19年    | 昭和元年 - 昭和19年          | 昭和20年 - 昭和29年         | 昭和30年 - 昭和39年          | 昭和40年 - 昭和64年         | 平成元年 - 現在              | 現在   |
| -------- | ---------- | ---------- | ------------------ | -------------------------- | -------------------------- | ------------------------ | ---------------------- | ---------------------------- | --------------------------- | ---------------------------- | --------------------------- | ---------------------------- | ------ |
| 出 雲 郡 | 学頭村     | 学頭村     | 学頭村             | 学頭村                     | 荘原村                     | 荘原村                   | 荘原村                 | 荘原村                       | 荘原村                      | 昭和30年4月15日 斐川村       | 昭和40年4月1日 町制 斐川町  | 平成23年10月1日 出雲市に編入 | 出雲市 |
| 出 雲 郡 | 宇屋神庭村 | 宇屋神庭村 | 宇屋神庭村         | 宇屋神庭村                 | 荘原村                     | 荘原村                   | 荘原村                 | 荘原村                       | 荘原村                      | 昭和30年4月15日 斐川村       | 昭和40年4月1日 町制 斐川町  | 平成23年10月1日 出雲市に編入 | 出雲市 |
| 出 雲 郡 | 下庄原村   | 下庄原村   | 下庄原村           | 下庄原村                   | 荘原村                     | 荘原村                   | 荘原村                 | 荘原村                       | 荘原村                      | 昭和30年4月15日 斐川村       | 昭和40年4月1日 町制 斐川町  | 平成23年10月1日 出雲市に編入 | 出雲市 |
| 出 雲 郡 | 上庄原村   | 上庄原村   | 上庄原村           | 上庄原村                   | 荘原村                     | 荘原村                   | 荘原村                 | 荘原村                       | 荘原村                      | 昭和30年4月15日 斐川村       | 昭和40年4月1日 町制 斐川町  | 平成23年10月1日 出雲市に編入 | 出雲市 |
| 出 雲 郡 | 吉成村     | 吉成村     | 吉成村             | 明治8年9月5日 三纏村       | 荘原村                     | 荘原村                   | 荘原村                 | 荘原村                       | 荘原村                      | 昭和30年4月15日 斐川村       | 昭和40年4月1日 町制 斐川町  | 平成23年10月1日 出雲市に編入 | 出雲市 |
| 出 雲 郡 | 武部村     | 武部村     | 武部村             | 明治8年9月5日 三纏村       | 荘原村                     | 荘原村                   | 荘原村                 | 荘原村                       | 荘原村                      | 昭和30年4月15日 斐川村       | 昭和40年4月1日 町制 斐川町  | 平成23年10月1日 出雲市に編入 | 出雲市 |
| 出 雲 郡 | 羽根村     | 羽根村     | 羽根村             | 明治8年9月5日 三纏村       | 荘原村                     | 荘原村                   | 荘原村                 | 荘原村                       | 荘原村                      | 昭和30年4月15日 斐川村       | 昭和40年4月1日 町制 斐川町  | 平成23年10月1日 出雲市に編入 | 出雲市 |
| 出 雲 郡 | 出西村     | 出西村     | 出西村             | 出西村                     | 出西村                     | 出西村                   | 出西村                 | 出西村                       | 出西村                      | 昭和30年4月15日 斐川村       | 昭和40年4月1日 町制 斐川町  | 平成23年10月1日 出雲市に編入 | 出雲市 |
| 出 雲 郡 | 求院村     | 求院村     | 求院村             | 求院村                     | 出西村                     | 出西村                   | 出西村                 | 出西村                       | 出西村                      | 昭和30年4月15日 斐川村       | 昭和40年4月1日 町制 斐川町  | 平成23年10月1日 出雲市に編入 | 出雲市 |
| 出 雲 郡 | 上阿宮村   | 上阿宮村   | 上阿宮村           | 明治8年9月5日 阿宮村       | 出西村                     | 出西村                   | 出西村                 | 出西村                       | 出西村                      | 昭和30年4月15日 斐川村       | 昭和40年4月1日 町制 斐川町  | 平成23年10月1日 出雲市に編入 | 出雲市 |
| 出 雲 郡 | 下阿宮村   | 下阿宮村   | 下阿宮村           | 明治8年9月5日 阿宮村       | 出西村                     | 出西村                   | 出西村                 | 出西村                       | 出西村                      | 昭和30年4月15日 斐川村       | 昭和40年4月1日 町制 斐川町  | 平成23年10月1日 出雲市に編入 | 出雲市 |
| 出 雲 郡 | 氷室村     | 氷室村     | 氷室村             | 明治8年9月5日 神氷村       | 出西村                     | 出西村                   | 出西村                 | 出西村                       | 出西村                      | 昭和30年4月15日 斐川村       | 昭和40年4月1日 町制 斐川町  | 平成23年10月1日 出雲市に編入 | 出雲市 |
| 出 雲 郡 | 神守村     | 神守村     | 神守村             | 明治8年9月5日 神氷村       | 出西村                     | 出西村                   | 出西村                 | 出西村                       | 出西村                      | 昭和30年4月15日 斐川村       | 昭和40年4月1日 町制 斐川町  | 平成23年10月1日 出雲市に編入 | 出雲市 |
| 出 雲 郡 | 神立村     | 神立村     | 神立村             | 明治8年9月5日 併川村       | 出西村                     | 出西村                   | 出西村                 | 出西村                       | 出西村                      | 昭和30年4月15日 斐川村       | 昭和40年4月1日 町制 斐川町  | 平成23年10月1日 出雲市に編入 | 出雲市 |
| 出 雲 郡 | 千家村     | 千家村     | 千家村             | 明治8年9月5日 併川村       | 出西村                     | 出西村                   | 出西村                 | 出西村                       | 出西村                      | 昭和30年4月15日 斐川村       | 昭和40年4月1日 町制 斐川町  | 平成23年10月1日 出雲市に編入 | 出雲市 |
| 出 雲 郡 | 沖須村     | 沖須村     | 沖須村             | 沖須村                     | 出東村                     | 出東村                   | 出東村                 | 出東村                       | 出東村                      | 昭和30年4月15日 斐川村       | 昭和40年4月1日 町制 斐川町  | 平成23年10月1日 出雲市に編入 | 出雲市 |
| 出 雲 郡 | 中須村     | 中須村     | 中須村             | 中須村                     | 出東村                     | 出東村                   | 出東村                 | 出東村                       | 出東村                      | 昭和30年4月15日 斐川村       | 昭和40年4月1日 町制 斐川町  | 平成23年10月1日 出雲市に編入 | 出雲市 |
| 出 雲 郡 | 黒目村     | 黒目村     | 黒目村             | 黒目村                     | 出東村                     | 出東村                   | 出東村                 | 出東村                       | 出東村                      | 昭和30年4月15日 斐川村       | 昭和40年4月1日 町制 斐川町  | 平成23年10月1日 出雲市に編入 | 出雲市 |
| 出 雲 郡 | 三分市村   | 三分市村   | 三分市村           | 三分市村                   | 出東村                     | 出東村                   | 出東村                 | 出東村                       | 出東村                      | 昭和30年4月15日 斐川村       | 昭和40年4月1日 町制 斐川町  | 平成23年10月1日 出雲市に編入 | 出雲市 |
| 出 雲 郡 | 坂田村     | 坂田村     | 坂田村             | 坂田村                     | 出東村                     | 出東村                   | 出東村                 | 出東村                       | 出東村                      | 昭和30年4月15日 斐川村       | 昭和40年4月1日 町制 斐川町  | 平成23年10月1日 出雲市に編入 | 出雲市 |
| 出 雲 郡 | 富村       | 富村       | 富村               | 富村                       | 伊波野村                   | 伊波野村                 | 伊波野村               | 伊波野村                     | 伊波野村                    | 昭和30年4月15日 斐川村       | 昭和40年4月1日 町制 斐川町  | 平成23年10月1日 出雲市に編入 | 出雲市 |
| 出 雲 郡 | 北島村     | 北島村     | 北島村             | 明治8年9月5日 名島村       | 伊波野村                   | 伊波野村                 | 伊波野村               | 伊波野村                     | 伊波野村                    | 昭和30年4月15日 斐川村       | 昭和40年4月1日 町制 斐川町  | 平成23年10月1日 出雲市に編入 | 出雲市 |
| 出 雲 郡 | 別名村     | 別名村     | 別名村             | 明治8年9月5日 名島村       | 伊波野村                   | 伊波野村                 | 伊波野村               | 伊波野村                     | 伊波野村                    | 昭和30年4月15日 斐川村       | 昭和40年4月1日 町制 斐川町  | 平成23年10月1日 出雲市に編入 | 出雲市 |
| 出 雲 郡 | 鳥屋村     | 鳥屋村     | 鳥屋村             | 明治8年9月5日 鳥井村       | 伊波野村                   | 伊波野村                 | 伊波野村               | 伊波野村                     | 伊波野村                    | 昭和30年4月15日 斐川村       | 昭和40年4月1日 町制 斐川町  | 平成23年10月1日 出雲市に編入 | 出雲市 |
| 出 雲 郡 | 井上村     | 井上村     | 井上村             | 明治8年9月5日 鳥井村       | 伊波野村                   | 伊波野村                 | 伊波野村               | 伊波野村                     | 伊波野村                    | 昭和30年4月15日 斐川村       | 昭和40年4月1日 町制 斐川町  | 平成23年10月1日 出雲市に編入 | 出雲市 |
| 出 雲 郡 | 上直江村   | 上直江村   | 上直江村           | 上直江村                   | 伊波野村                   | 伊波野村                 | 伊波野村               | 伊波野村                     | 伊波野村                    | 昭和30年4月15日 斐川村       | 昭和40年4月1日 町制 斐川町  | 平成23年10月1日 出雲市に編入 | 出雲市 |
| 出 雲 郡 | 下直江村   | 下直江村   | 明治5年 下直江村   | 下直江村                   | 直江村                     | 直江村                   | 直江村                 | 直江村                       | 直江村                      | 昭和30年4月15日 斐川村       | 昭和40年4月1日 町制 斐川町  | 平成23年10月1日 出雲市に編入 | 出雲市 |
| 出 雲 郡 | 直江町     | 直江町     | 明治5年 下直江村   | 明治17年 分立 直江町       | 直江村                     | 直江村                   | 直江村                 | 直江村                       | 直江村                      | 昭和30年4月15日 斐川村       | 昭和40年4月1日 町制 斐川町  | 平成23年10月1日 出雲市に編入 | 出雲市 |
| 出 雲 郡 | 今在家村   | 今在家村   | 今在家村           | 今在家村                   | 久木村                     | 久木村                   | 久木村                 | 久木村                       | 久木村                      | 昭和30年4月15日 斐川村       | 昭和40年4月1日 町制 斐川町  | 平成23年10月1日 出雲市に編入 | 出雲市 |
| 出 雲 郡 | 南村       | 南村       | 南村               | 南村                       | 久木村                     | 久木村                   | 久木村                 | 久木村                       | 久木村                      | 昭和30年4月15日 斐川村       | 昭和40年4月1日 町制 斐川町  | 平成23年10月1日 出雲市に編入 | 出雲市 |
| 出 雲 郡 | 福富村     | 福富村     | 福富村             | 福富村                     | 久木村                     | 久木村                   | 久木村                 | 久木村                       | 久木村                      | 昭和30年4月15日 斐川村       | 昭和40年4月1日 町制 斐川町  | 平成23年10月1日 出雲市に編入 | 出雲市 |
| 出 雲 郡 | 中原村     | 中原村     | 中原村             | 明治8年9月5日 原鹿村       | 久木村                     | 久木村                   | 久木村                 | 久木村                       | 久木村                      | 昭和30年4月15日 斐川村       | 昭和40年4月1日 町制 斐川町  | 平成23年10月1日 出雲市に編入 | 出雲市 |
| 出 雲 郡 | 上鹿塚村   | 上鹿塚村   | 上鹿塚村           | 明治8年9月5日 原鹿村       | 久木村                     | 久木村                   | 久木村                 | 久木村                       | 久木村                      | 昭和30年4月15日 斐川村       | 昭和40年4月1日 町制 斐川町  | 平成23年10月1日 出雲市に編入 | 出雲市 |
| 神 門 郡 | 仮宮村     | 仮宮村     | 明治6年 杵築村     | 明治14年 杵築北村          | 杵築村                     | 大正14年4月1日 大社町    | 大社町                 | 大社町                       | 昭和26年4月1日 大社町       | 大社町                       | 大社町                      | 平成17年3月22日 出雲市       | 出雲市 |
| 神 門 郡 | 中村       |            | 明治6年 杵築村     | 明治14年 杵築北村          | 杵築村                     | 大正14年4月1日 大社町    | 大社町                 | 大社町                       | 昭和26年4月1日 大社町       | 大社町                       | 大社町                      | 平成17年3月22日 出雲市       | 出雲市 |
| 神 門 郡 | 赤塚村     | 赤塚村     | 明治6年 杵築村     | 明治14年 杵築西村          | 杵築村                     | 大正14年4月1日 大社町    | 大社町                 | 大社町                       | 昭和26年4月1日 大社町       | 大社町                       | 大社町                      | 平成17年3月22日 出雲市       | 出雲市 |
| 神 門 郡 | 大土地村   |            | 明治6年 杵築村     | 明治14年 杵築西村          | 杵築村                     | 大正14年4月1日 大社町    | 大社町                 | 大社町                       | 昭和26年4月1日 大社町       | 大社町                       | 大社町                      | 平成17年3月22日 出雲市       | 出雲市 |
| 神 門 郡 | 宮内村     | 宮内村     | 明治6年 杵築村     | 明治14年 杵築南村          | 杵築町                     | 大正14年4月1日 大社町    | 大社町                 | 大社町                       | 昭和26年4月1日 大社町       | 大社町                       | 大社町                      | 平成17年3月22日 出雲市       | 出雲市 |
| 神 門 郡 | 越峠村     |            | 明治6年 杵築村     | 明治14年 杵築南村          | 杵築町                     | 大正14年4月1日 大社町    | 大社町                 | 大社町                       | 昭和26年4月1日 大社町       | 大社町                       | 大社町                      | 平成17年3月22日 出雲市       | 出雲市 |
| 神 門 郡 | 市場村     | 市場村     | 明治6年 杵築村     | 明治14年 杵築東村          | 杵築町                     | 大正14年4月1日 大社町    | 大社町                 | 大社町                       | 昭和26年4月1日 大社町       | 大社町                       | 大社町                      | 平成17年3月22日 出雲市       | 出雲市 |
| 神 門 郡 | 修理免村   | 一部       | 明治6年 杵築村     | 明治14年 杵築東村          | 杵築町                     | 大正14年4月1日 大社町    | 大社町                 | 大社町                       | 昭和26年4月1日 大社町       | 大社町                       | 大社町                      | 平成17年3月22日 出雲市       | 出雲市 |
| 神 門 郡 | 修理免村   | 一部       | 明治6年 杵築村     | 明治14年 杵築南村          | 杵築町                     | 大正14年4月1日 大社町    | 大社町                 | 大社町                       | 昭和26年4月1日 大社町       | 大社町                       | 大社町                      | 平成17年3月22日 出雲市       | 出雲市 |
| 神 門 郡 | 修理免村   | 一部       | 明治6年 杵築村     | 明治8年 分立 修理免村      | 荒木村                     | 荒木村                   | 荒木村                 | 荒木村                       | 昭和26年4月1日 大社町       | 大社町                       | 大社町                      | 平成17年3月22日 出雲市       | 出雲市 |
| 神 門 郡 | 中荒木村   | 中荒木村   | 中荒木村           | 中荒木村                   | 荒木村                     | 荒木村                   | 荒木村                 | 荒木村                       | 昭和26年4月1日 大社町       | 大社町                       | 大社町                      | 平成17年3月22日 出雲市       | 出雲市 |
| 神 門 郡 | 北荒木村   | 北荒木村   | 北荒木村           | 北荒木村                   | 荒木村                     | 荒木村                   | 荒木村                 | 荒木村                       | 昭和26年4月1日 大社町       | 大社町                       | 大社町                      | 平成17年3月22日 出雲市       | 出雲市 |
| 神 門 郡 | 日御碕     | 日御碕     | 日御碕             | 日御碕                     | 日御碕村                   | 日御碕村                 | 日御碕村               | 日御碕村                     | 昭和26年4月1日 大社町       | 大社町                       | 大社町                      | 平成17年3月22日 出雲市       | 出雲市 |
| 神 門 郡 | 宇竜浦     | 宇竜浦     | 宇竜浦             | 宇竜浦                     | 日御碕村                   | 日御碕村                 | 日御碕村               | 日御碕村                     | 昭和26年4月1日 大社町       | 大社町                       | 大社町                      | 平成17年3月22日 出雲市       | 出雲市 |
| 神 門 郡 | 鷺浦       | 鷺浦       | 鷺浦               | 鷺浦                       | 鵜鷺村                     | 鵜鷺村                   | 鵜鷺村                 | 鵜鷺村                       | 昭和26年4月1日 大社町       | 大社町                       | 大社町                      | 平成17年3月22日 出雲市       | 出雲市 |
| 神 門 郡 | 鵜峠浦     | 鵜峠浦     | 鵜峠浦             | 鵜峠浦                     | 鵜鷺村                     | 鵜鷺村                   | 鵜鷺村                 | 鵜鷺村                       | 昭和26年4月1日 大社町       | 大社町                       | 大社町                      | 平成17年3月22日 出雲市       | 出雲市 |
| 神 門 郡 | 遙堪村     | 遙堪村     | 遙堪村             | 遙堪村                     | 遙堪村                     | 遙堪村                   | 遙堪村                 | 遙堪村                       | 昭和26年4月1日 大社町       | 大社町                       | 大社町                      | 平成17年3月22日 出雲市       | 出雲市 |
| 神 門 郡 | 菱根村     | 菱根村     | 菱根村             | 菱根村                     | 遙堪村                     | 遙堪村                   | 遙堪村                 | 遙堪村                       | 昭和26年4月1日 大社町       | 大社町                       | 大社町                      | 平成17年3月22日 出雲市       | 出雲市 |
| 神 門 郡 | 入南村     | 入南村     | 入南村             | 入南村                     | 遙堪村                     | 遙堪村                   | 遙堪村                 | 遙堪村                       | 昭和26年4月1日 大社町       | 大社町                       | 大社町                      | 平成17年3月22日 出雲市       | 出雲市 |
| 神 門 郡 | 浜村       | 浜村       | 浜村               | 浜村                       | 遙堪村                     | 明治33年 高松村に編入    | 昭和16年2月11日 出雲町 | 昭和16年11月3日 出雲市       | 出雲市                      | 出雲市                       | 出雲市                      | 平成17年3月22日 出雲市       | 出雲市 |
| 神 門 郡 | 松枝村     | 松枝村     | 松枝村             | 松枝村                     | 高松村                     | 高松村                   | 昭和16年2月11日 出雲町 | 昭和16年11月3日 出雲市       | 出雲市                      | 出雲市                       | 出雲市                      | 平成17年3月22日 出雲市       | 出雲市 |
| 神 門 郡 | 白枝村     | 白枝村     | 白枝村             | 白枝村                     | 高松村                     | 高松村                   | 昭和16年2月11日 出雲町 | 昭和16年11月3日 出雲市       | 出雲市                      | 出雲市                       | 出雲市                      | 平成17年3月22日 出雲市       | 出雲市 |
| 神 門 郡 | 松寄下村   | 松寄下村   | 松寄下村           | 松寄下村                   | 高松村                     | 高松村                   | 昭和16年2月11日 出雲町 | 昭和16年11月3日 出雲市       | 出雲市                      | 出雲市                       | 出雲市                      | 平成17年3月22日 出雲市       | 出雲市 |
| 神 門 郡 | 下荘村     | 下荘村     | 下荘村             | 明治8年9月5日 下横村       | 高松村                     | 高松村                   | 昭和16年2月11日 出雲町 | 昭和16年11月3日 出雲市       | 出雲市                      | 出雲市                       | 出雲市                      | 平成17年3月22日 出雲市       | 出雲市 |
| 神 門 郡 | 横引村     | 横引村     | 横引村             | 明治8年9月5日 下横村       | 高松村                     | 高松村                   | 昭和16年2月11日 出雲町 | 昭和16年11月3日 出雲市       | 出雲市                      | 出雲市                       | 出雲市                      | 平成17年3月22日 出雲市       | 出雲市 |
| 神 門 郡 | 上古志村   | 上古志村   | 上古志村           | 上古志村                   | 古志村                     | 古志村                   | 昭和16年2月11日 出雲町 | 昭和16年11月3日 出雲市       | 出雲市                      | 出雲市                       | 出雲市                      | 平成17年3月22日 出雲市       | 出雲市 |
| 神 門 郡 | 古志町     | 古志町     | 古志町             | 古志町                     | 古志村                     | 古志村                   | 昭和16年2月11日 出雲町 | 昭和16年11月3日 出雲市       | 出雲市                      | 出雲市                       | 出雲市                      | 平成17年3月22日 出雲市       | 出雲市 |
| 神 門 郡 | 今市町     | 今市町     | 今市町             | 今市町                     | 今市町                     | 今市町                   | 昭和16年2月11日 出雲町 | 昭和16年11月3日 出雲市       | 出雲市                      | 出雲市                       | 出雲市                      | 平成17年3月22日 出雲市       | 出雲市 |
| 神 門 郡 | 今市村     | 今市村     | 今市村             | 今市村                     | 今市町                     | 今市町                   | 昭和16年2月11日 出雲町 | 昭和16年11月3日 出雲市       | 出雲市                      | 出雲市                       | 出雲市                      | 平成17年3月22日 出雲市       | 出雲市 |
| 神 門 郡 | 矢野村     | 矢野村     | 矢野村             | 矢野村                     | 四纏村                     | 四纏村                   | 昭和16年2月11日 出雲町 | 昭和16年11月3日 出雲市       | 出雲市                      | 出雲市                       | 出雲市                      | 平成17年3月22日 出雲市       | 出雲市 |
| 神 門 郡 | 小山村     | 小山村     | 小山村             | 小山村                     | 四纏村                     | 四纏村                   | 昭和16年2月11日 出雲町 | 昭和16年11月3日 出雲市       | 出雲市                      | 出雲市                       | 出雲市                      | 平成17年3月22日 出雲市       | 出雲市 |
| 神 門 郡 | 大塚村     | 大塚村     | 大塚村             | 大塚村                     | 四纏村                     | 四纏村                   | 昭和16年2月11日 出雲町 | 昭和16年11月3日 出雲市       | 出雲市                      | 出雲市                       | 出雲市                      | 平成17年3月22日 出雲市       | 出雲市 |
| 神 門 郡 | 渡橋村     | 渡橋村     | 渡橋村             | 渡橋村                     | 四纏村                     | 四纏村                   | 昭和16年2月11日 出雲町 | 昭和16年11月3日 出雲市       | 出雲市                      | 出雲市                       | 出雲市                      | 平成17年3月22日 出雲市       | 出雲市 |
| 神 門 郡 | 矢尾村     | 矢尾村     | 矢尾村             | 矢尾村                     | 高浜村                     | 高浜村                   | 昭和16年2月11日 出雲町 | 昭和16年11月3日 出雲市       | 出雲市                      | 出雲市                       | 出雲市                      | 平成17年3月22日 出雲市       | 出雲市 |
| 神 門 郡 | 日下村     | 日下村     | 日下村             | 日下村                     | 高浜村                     | 高浜村                   | 昭和16年2月11日 出雲町 | 昭和16年11月3日 出雲市       | 出雲市                      | 出雲市                       | 出雲市                      | 平成17年3月22日 出雲市       | 出雲市 |
| 神 門 郡 | 里方村     | 里方村     | 里方村             | 里方村                     | 高浜村                     | 高浜村                   | 昭和16年2月11日 出雲町 | 昭和16年11月3日 出雲市       | 出雲市                      | 出雲市                       | 出雲市                      | 平成17年3月22日 出雲市       | 出雲市 |
| 神 門 郡 | 常松村     | 常松村     | 常松村             | 常松村                     | 高浜村                     | 高浜村                   | 昭和16年2月11日 出雲町 | 昭和16年11月3日 出雲市       | 出雲市                      | 出雲市                       | 出雲市                      | 平成17年3月22日 出雲市       | 出雲市 |
| 神 門 郡 | 八島村     | 八島村     | 八島村             | 八島村                     | 高浜村                     | 高浜村                   | 昭和16年2月11日 出雲町 | 昭和16年11月3日 出雲市       | 出雲市                      | 出雲市                       | 出雲市                      | 平成17年3月22日 出雲市       | 出雲市 |
| 神 門 郡 | 江田村     | 江田村     | 江田村             | 江田村                     | 高浜村                     | 高浜村                   | 昭和16年2月11日 出雲町 | 昭和16年11月3日 出雲市       | 出雲市                      | 出雲市                       | 出雲市                      | 平成17年3月22日 出雲市       | 出雲市 |
| 神 門 郡 | 粟津村     | 粟津村     | 粟津村             | 明治8年9月5日 平野村       | 高浜村                     | 高浜村                   | 昭和16年2月11日 出雲町 | 昭和16年11月3日 出雲市       | 出雲市                      | 出雲市                       | 出雲市                      | 平成17年3月22日 出雲市       | 出雲市 |
| 神 門 郡 | 堀江村     | 堀江村     | 堀江村             | 明治8年9月5日 平野村       | 高浜村                     | 高浜村                   | 昭和16年2月11日 出雲町 | 昭和16年11月3日 出雲市       | 出雲市                      | 出雲市                       | 出雲市                      | 平成17年3月22日 出雲市       | 出雲市 |
| 神 門 郡 | 武志村     | 武志村     | 武志村             | 武志村                     | 川跡村                     | 川跡村                   | 昭和16年2月11日 出雲町 | 昭和16年11月3日 出雲市       | 出雲市                      | 出雲市                       | 出雲市                      | 平成17年3月22日 出雲市       | 出雲市 |
| 神 門 郡 | 中野村     | 中野村     | 中野村             | 中野村                     | 川跡村                     | 川跡村                   | 昭和16年2月11日 出雲町 | 昭和16年11月3日 出雲市       | 出雲市                      | 出雲市                       | 出雲市                      | 平成17年3月22日 出雲市       | 出雲市 |
| 神 門 郡 | 稲岡村     | 稲岡村     | 稲岡村             | 稲岡村                     | 川跡村                     | 川跡村                   | 昭和16年2月11日 出雲町 | 昭和16年11月3日 出雲市       | 出雲市                      | 出雲市                       | 出雲市                      | 平成17年3月22日 出雲市       | 出雲市 |
| 神 門 郡 | 高岡村     | 高岡村     | 高岡村             | 高岡村                     | 川跡村                     | 川跡村                   | 昭和16年2月11日 出雲町 | 昭和16年11月3日 出雲市       | 出雲市                      | 出雲市                       | 出雲市                      | 平成17年3月22日 出雲市       | 出雲市 |
| 神 門 郡 | 荻原村     | 荻原村     | 荻原村             | 明治8年9月5日 荻杼村       | 川跡村                     | 川跡村                   | 昭和16年2月11日 出雲町 | 昭和16年11月3日 出雲市       | 出雲市                      | 出雲市                       | 出雲市                      | 平成17年3月22日 出雲市       | 出雲市 |
| 神 門 郡 | 杼島村     | 杼島村     | 杼島村             | 明治8年9月5日 荻杼村       | 川跡村                     | 川跡村                   | 昭和16年2月11日 出雲町 | 昭和16年11月3日 出雲市       | 出雲市                      | 出雲市                       | 出雲市                      | 平成17年3月22日 出雲市       | 出雲市 |
| 神 門 郡 | 大津町     | 大津町     | 大津町             | 大津町                     | 大津村                     | 大津村                   | 昭和16年2月11日 出雲町 | 昭和16年11月3日 出雲市       | 出雲市                      | 出雲市                       | 出雲市                      | 平成17年3月22日 出雲市       | 出雲市 |
| 神 門 郡 | 大津村     | 大津村     | 大津村             | 明治8年9月5日 大石村       | 大津村                     | 大津村                   | 昭和16年2月11日 出雲町 | 昭和16年11月3日 出雲市       | 出雲市                      | 出雲市                       | 出雲市                      | 平成17年3月22日 出雲市       | 出雲市 |
| 神 門 郡 | 石塚村     | 石塚村     | 石塚村             | 明治8年9月5日 大石村       | 大津村                     | 大津村                   | 昭和16年2月11日 出雲町 | 昭和16年11月3日 出雲市       | 出雲市                      | 出雲市                       | 出雲市                      | 平成17年3月22日 出雲市       | 出雲市 |
| 神 門 郡 | 朝倉村     | 朝倉村     | 朝倉村             | 明治8年9月5日 大石村       | 大津村                     | 大津村                   | 昭和16年2月11日 出雲町 | 昭和16年11月3日 出雲市       | 出雲市                      | 出雲市                       | 出雲市                      | 平成17年3月22日 出雲市       | 出雲市 |
| 神 門 郡 | 上塩冶村   | 上塩冶村   | 上塩冶村           | 上塩冶村                   | 塩冶村                     | 塩冶村                   | 昭和16年2月11日 出雲町 | 昭和16年11月3日 出雲市       | 出雲市                      | 出雲市                       | 出雲市                      | 平成17年3月22日 出雲市       | 出雲市 |
| 神 門 郡 | 下塩冶村   | 下塩冶村   | 下塩冶村           | 下塩冶村                   | 塩冶村                     | 塩冶村                   | 昭和16年2月11日 出雲町 | 昭和16年11月3日 出雲市       | 出雲市                      | 出雲市                       | 出雲市                      | 平成17年3月22日 出雲市       | 出雲市 |
| 神 門 郡 | 天神村     | 天神村     | 天神村             | 天神村                     | 塩冶村                     | 塩冶村                   | 昭和16年2月11日 出雲町 | 昭和16年11月3日 出雲市       | 出雲市                      | 出雲市                       | 出雲市                      | 平成17年3月22日 出雲市       | 出雲市 |
| 神 門 郡 | 東林木村   | 東林木村   | 東林木村           | 東林木村                   | 鳶巣村                     | 鳶巣村                   | 昭和16年2月11日 出雲町 | 昭和16年11月3日 出雲市       | 出雲市                      | 出雲市                       | 出雲市                      | 平成17年3月22日 出雲市       | 出雲市 |
| 神 門 郡 | 西林木村   | 西林木村   | 西林木村           | 西林木村                   | 鳶巣村                     | 鳶巣村                   | 昭和16年2月11日 出雲町 | 昭和16年11月3日 出雲市       | 出雲市                      | 出雲市                       | 出雲市                      | 平成17年3月22日 出雲市       | 出雲市 |
| 神 門 郡 | 大島村     | 大島村     | 大島村             | 大島村                     | 神西村                     | 神西村                   | 神西村                 | 神西村                       | 神西村                      | 昭和31年4月1日 出雲市に編入  | 出雲市                      | 平成17年3月22日 出雲市       | 出雲市 |
| 神 門 郡 | 神西村沖分 | 神西村沖分 | 神西村沖分         | 神西村沖分                 | 神西村                     | 神西村                   | 神西村                 | 神西村                       | 神西村                      | 昭和31年4月1日 出雲市に編入  | 出雲市                      | 平成17年3月22日 出雲市       | 出雲市 |
| 神 門 郡 | 神西村東分 | 神西村東分 | 神西村東分         | 神西村東分                 | 神西村                     | 神西村                   | 神西村                 | 神西村                       | 神西村                      | 昭和31年4月1日 出雲市に編入  | 出雲市                      | 平成17年3月22日 出雲市       | 出雲市 |
| 神 門 郡 | 神西村西分 | 神西村西分 | 神西村西分         | 神西村西分                 | 神西村                     | 神西村                   | 神西村                 | 神西村                       | 神西村                      | 昭和31年4月1日 出雲市に編入  | 出雲市                      | 平成17年3月22日 出雲市       | 出雲市 |
| 神 門 郡 | 知井宮本郷 | 知井宮本郷 | 知井宮本郷         | 知井宮本郷                 | 知井宮村                   | 知井宮村                 | 知井宮村               | 昭和18年4月1日 神門村        | 神門村                      | 昭和31年4月1日 出雲市に編入  | 出雲市                      | 平成17年3月22日 出雲市       | 出雲市 |
| 神 門 郡 | 知井宮沖   | 知井宮沖   | 知井宮沖           | 知井宮沖                   | 知井宮村                   | 知井宮村                 | 知井宮村               | 昭和18年4月1日 神門村        | 神門村                      | 昭和31年4月1日 出雲市に編入  | 出雲市                      | 平成17年3月22日 出雲市       | 出雲市 |
| 神 門 郡 | 蘆渡村     | 蘆渡村     | 蘆渡村             | 蘆渡村                     | 布智村                     | 布智村                   | 布智村                 | 昭和18年4月1日 神門村        | 神門村                      | 昭和31年4月1日 出雲市に編入  | 出雲市                      | 平成17年3月22日 出雲市       | 出雲市 |
| 神 門 郡 | 下古志村   | 下古志村   | 下古志村           | 下古志村                   | 布智村                     | 布智村                   | 布智村                 | 昭和18年4月1日 神門村        | 神門村                      | 昭和31年4月1日 出雲市に編入  | 出雲市                      | 平成17年3月22日 出雲市       | 出雲市 |
| 神 門 郡 | 東園村     | 東園村     | 東園村             | 東園村                     | 園村                       | 園村                     | 園村                   | 園村                         | 昭和25年11月3日 長浜村      | 昭和31年4月1日 出雲市に編入  | 出雲市                      | 平成17年3月22日 出雲市       | 出雲市 |
| 神 門 郡 | 西園村     | 西園村     | 西園村             | 西園村                     | 園村                       | 園村                     | 園村                   | 園村                         | 昭和25年11月3日 長浜村      | 昭和31年4月1日 出雲市に編入  | 出雲市                      | 平成17年3月22日 出雲市       | 出雲市 |
| 神 門 郡 | 西園村     | 西園村     | 西園村             | 明治8年 分立 外園浦        | 園村                       | 園村                     | 園村                   | 園村                         | 昭和25年11月3日 長浜村      | 昭和31年4月1日 出雲市に編入  | 出雲市                      | 平成17年3月22日 出雲市       | 出雲市 |
| 神 門 郡 | 茅原村     | 茅原村     | 茅原村             | 明治8年9月5日 荒茅村       | 荒茅村                     | 荒茅村                   | 荒茅村                 | 荒茅村                       | 昭和25年11月3日 長浜村      | 昭和31年4月1日 出雲市に編入  | 出雲市                      | 平成17年3月22日 出雲市       | 出雲市 |
| 神 門 郡 | 荒木村     | 荒木村     | 荒木村             | 明治8年9月5日 荒茅村       | 荒茅村                     | 荒茅村                   | 荒茅村                 | 荒茅村                       | 昭和25年11月3日 長浜村      | 昭和31年4月1日 出雲市に編入  | 出雲市                      | 平成17年3月22日 出雲市       | 出雲市 |
| 神 門 郡 | 古荒木村   | 古荒木村   | 古荒木村           | 明治8年9月5日 荒茅村       | 荒茅村                     | 荒茅村                   | 荒茅村                 | 荒茅村                       | 昭和25年11月3日 長浜村      | 昭和31年4月1日 出雲市に編入  | 出雲市                      | 平成17年3月22日 出雲市       | 出雲市 |
| 神 門 郡 | 畑村       | 畑村       | 畑村               | 畑村                       | 江南村                     | 江南村                   | 江南村                 | 江南村                       | 昭和26年4月1日 湖陵村       | 湖陵村                       | 昭和44年11月3日 町制 湖陵町 | 平成17年3月22日 出雲市       | 出雲市 |
| 神 門 郡 | 常楽寺村   | 常楽寺村   | 常楽寺村           | 常楽寺村                   | 江南村                     | 江南村                   | 江南村                 | 江南村                       | 昭和26年4月1日 湖陵村       | 湖陵村                       | 昭和44年11月3日 町制 湖陵町 | 平成17年3月22日 出雲市       | 出雲市 |
| 神 門 郡 | 二部村     | 二部村     | 二部村             | 二部村                     | 江南村                     | 江南村                   | 江南村                 | 江南村                       | 昭和26年4月1日 湖陵村       | 湖陵村                       | 昭和44年11月3日 町制 湖陵町 | 平成17年3月22日 出雲市       | 出雲市 |
| 神 門 郡 | 三部村     | 三部村     | 三部村             | 三部村                     | 江南村                     | 江南村                   | 江南村                 | 江南村                       | 昭和26年4月1日 湖陵村       | 湖陵村                       | 昭和44年11月3日 町制 湖陵町 | 平成17年3月22日 出雲市       | 出雲市 |
| 神 門 郡 | 大池村     | 大池村     | 大池村             | 大池村                     | 西浜村                     | 西浜村                   | 西浜村                 | 西浜村                       | 昭和26年4月1日 湖陵村       | 湖陵村                       | 昭和44年11月3日 町制 湖陵町 | 平成17年3月22日 出雲市       | 出雲市 |
| 神 門 郡 | 板津村     | 板津村     | 板津村             | 板津村                     | 西浜村                     | 西浜村                   | 西浜村                 | 西浜村                       | 昭和26年4月1日 湖陵村       | 湖陵村                       | 昭和44年11月3日 町制 湖陵町 | 平成17年3月22日 出雲市       | 出雲市 |
| 神 門 郡 | 差海村     | 差海村     | 差海村             | 差海村                     | 西浜村                     | 西浜村                   | 西浜村                 | 西浜村                       | 昭和26年4月1日 湖陵村       | 湖陵村                       | 昭和44年11月3日 町制 湖陵町 | 平成17年3月22日 出雲市       | 出雲市 |
| 神 門 郡 | 奥田儀村   | 奥田儀村   | 奥田儀村           | 奥田儀村                   | 田儀村                     | 田儀村                   | 田儀村                 | 田儀村                       | 田儀村                      | 昭和31年9月30日 多伎村       | 昭和44年11月3日 町制 多伎町 | 平成17年3月22日 出雲市       | 出雲市 |
| 神 門 郡 | 口田儀村   | 口田儀村   | 口田儀村           | 口田儀村                   | 田儀村                     | 田儀村                   | 田儀村                 | 田儀村                       | 田儀村                      | 昭和31年9月30日 多伎村       | 昭和44年11月3日 町制 多伎町 | 平成17年3月22日 出雲市       | 出雲市 |
| 安 濃 郡 | 神原村     | 一部       | 神原村の一部       | 神原村の一部               | 富山村 の一部              | 富山村の一部             | 富山村の一部           | 富山村の一部                 | 昭和29年4月1日 田儀村に編入 | 昭和31年9月30日 多伎村       | 昭和44年11月3日 町制 多伎町 | 平成17年3月22日 出雲市       | 出雲市 |
| 神 門 郡 | 小田村     | 小田村     | 小田村             | 小田村                     | 田岐村                     | 田岐村                   | 田岐村                 | 田岐村                       | 昭和25年12月20日 岐久村     | 昭和31年9月30日 多伎村       | 昭和44年11月3日 町制 多伎町 | 平成17年3月22日 出雲市       | 出雲市 |
| 神 門 郡 | 多岐村     | 多岐村     | 多岐村             | 多岐村                     | 田岐村                     | 田岐村                   | 田岐村                 | 田岐村                       | 昭和25年12月20日 岐久村     | 昭和31年9月30日 多伎村       | 昭和44年11月3日 町制 多伎町 | 平成17年3月22日 出雲市       | 出雲市 |
| 神 門 郡 | 久村       | 久村       | 久村               | 久村                       | 久村                       | 久村                     | 久村                   | 久村                         | 昭和25年12月20日 岐久村     | 昭和31年9月30日 多伎村       | 昭和44年11月3日 町制 多伎町 | 平成17年3月22日 出雲市       | 出雲市 |
| 神 門 郡 | 毛津村     | 一部       | 毛津村             | 毛津村                     | 窪田村                     | 窪田村                   | 窪田村                 | 窪田村                       | 昭和25年12月20日 岐久村     | 昭和31年9月30日 多伎村       | 昭和44年11月3日 町制 多伎町 | 平成17年3月22日 出雲市       | 出雲市 |
| 神 門 郡 | 毛津村     | 一部を除く | 毛津村             | 毛津村                     | 窪田村                     | 窪田村                   | 窪田村                 | 窪田村                       | 窪田村                      | 昭和31年6月10日 佐田村       | 昭和44年11月3日 町制 佐田町 | 平成17年3月22日 出雲市       | 出雲市 |
| 神 門 郡 | 一窪田村   | 一窪田村   | 一窪田村           | 一窪田村                   | 窪田村                     | 窪田村                   | 窪田村                 | 窪田村                       | 窪田村                      | 昭和31年6月10日 佐田村       | 昭和44年11月3日 町制 佐田町 | 平成17年3月22日 出雲市       | 出雲市 |
| 飯 石 郡 | 宮内村     | 宮内村     | 宮内村             | 宮内村                     | 須佐村                     | 明治29年2月20日 東須佐村 | 東須佐村               | 東須佐村                     | 昭和28年11月10日 須佐村     | 昭和31年6月10日 佐田村       | 昭和44年11月3日 町制 佐田町 | 平成17年3月22日 出雲市       | 出雲市 |
| 飯 石 郡 | 朝原村     | 朝原村     | 朝原村             | 朝原村                     | 須佐村                     | 明治29年2月20日 東須佐村 | 東須佐村               | 東須佐村                     | 昭和28年11月10日 須佐村     | 昭和31年6月10日 佐田村       | 昭和44年11月3日 町制 佐田町 | 平成17年3月22日 出雲市       | 出雲市 |
| 飯 石 郡 | 原田村     | 原田村     | 原田村             | 原田村                     | 須佐村                     | 明治29年2月20日 東須佐村 | 東須佐村               | 東須佐村                     | 昭和28年11月10日 須佐村     | 昭和31年6月10日 佐田村       | 昭和44年11月3日 町制 佐田町 | 平成17年3月22日 出雲市       | 出雲市 |
| 飯 石 郡 | 反辺村     | 反辺村     | 反辺村             | 反辺村                     | 須佐村                     | 明治29年2月20日 西須佐村 | 西須佐村               | 西須佐村                     | 昭和28年11月10日 須佐村     | 昭和31年6月10日 佐田村       | 昭和44年11月3日 町制 佐田町 | 平成17年3月22日 出雲市       | 出雲市 |
| 飯 石 郡 | 大路村     | 大路村     | 大路村             | 明治8年9月5日 大呂村       | 須佐村                     | 明治29年2月20日 西須佐村 | 西須佐村               | 西須佐村                     | 昭和28年11月10日 須佐村     | 昭和31年6月10日 佐田村       | 昭和44年11月3日 町制 佐田町 | 平成17年3月22日 出雲市       | 出雲市 |
| 飯 石 郡 | 八幡村     | 八幡村     | 八幡村             | 明治8年9月5日 大呂村       | 須佐村                     | 明治29年2月20日 西須佐村 | 西須佐村               | 西須佐村                     | 昭和28年11月10日 須佐村     | 昭和31年6月10日 佐田村       | 昭和44年11月3日 町制 佐田町 | 平成17年3月22日 出雲市       | 出雲市 |
| 飯 石 郡 | 法師田村   | 一部       | 法師田村の一部     | 明治8年9月5日 高窪村の一部 | 一宮村 の一部              | 一宮村の一部             | 一宮村の一部           | 昭和16年11月3日 上津村に編入 | 上津村                      | 昭和30年3月22日 出雲市に編入 | 出雲市                      | 平成17年3月22日 出雲市       | 出雲市 |
| 神 門 郡 | 中ノ島村   | 中ノ島村   | 中ノ島村           | 明治8年9月5日 上島村       | 上津村                     | 上津村                   | 上津村                 | 上津村                       | 上津村                      | 昭和30年3月22日 出雲市に編入 | 出雲市                      | 平成17年3月22日 出雲市       | 出雲市 |
| 神 門 郡 | 上ノ郷村   | 上ノ郷村   | 上ノ郷村           | 明治8年9月5日 上島村       | 上津村                     | 上津村                   | 上津村                 | 上津村                       | 上津村                      | 昭和30年3月22日 出雲市に編入 | 出雲市                      | 平成17年3月22日 出雲市       | 出雲市 |
| 神 門 郡 | 船津村     | 船津村     | 船津村             | 船津村                     | 上津村                     | 上津村                   | 上津村                 | 上津村                       | 上津村                      | 昭和30年3月22日 出雲市に編入 | 出雲市                      | 平成17年3月22日 出雲市       | 出雲市 |
| 神 門 郡 | 稗原村     | 稗原村     | 稗原村             | 稗原村                     | 稗原村                     | 稗原村                   | 稗原村                 | 稗原村                       | 稗原村                      | 昭和30年3月22日 出雲市に編入 | 出雲市                      | 平成17年3月22日 出雲市       | 出雲市 |
| 神 門 郡 | 野尻村     | 野尻村     | 野尻村             | 野尻村                     | 稗原村                     | 稗原村                   | 稗原村                 | 稗原村                       | 稗原村                      | 昭和30年3月22日 出雲市に編入 | 出雲市                      | 平成17年3月22日 出雲市       | 出雲市 |
| 神 門 郡 | 宇那手村   | 宇那手村   | 宇那手村           | 宇那手村                   | 稗原村                     | 稗原村                   | 稗原村                 | 稗原村                       | 稗原村                      | 昭和30年3月22日 出雲市に編入 | 出雲市                      | 平成17年3月22日 出雲市       | 出雲市 |
| 神 門 郡 | 馬木村     | 馬木村     | 馬木村             | 馬木村                     | 朝山村                     | 朝山村                   | 朝山村                 | 朝山村                       | 朝山村                      | 昭和30年3月22日 出雲市に編入 | 出雲市                      | 平成17年3月22日 出雲市       | 出雲市 |
| 神 門 郡 | 上朝山村   | 上朝山村   | 上朝山村           | 上朝山村                   | 朝山村                     | 朝山村                   | 朝山村                 | 朝山村                       | 朝山村                      | 昭和30年3月22日 出雲市に編入 | 出雲市                      | 平成17年3月22日 出雲市       | 出雲市 |
| 神 門 郡 | 所原村     | 所原村     | 所原村             | 所原村                     | 朝山村                     | 朝山村                   | 朝山村                 | 朝山村                       | 朝山村                      | 昭和30年3月22日 出雲市に編入 | 出雲市                      | 平成17年3月22日 出雲市       | 出雲市 |
| 神 門 郡 | 見々具村   | 見々具村   | 見々具村           | 見々具村                   | 朝山村                     | 朝山村                   | 朝山村                 | 朝山村                       | 朝山村                      | 昭和30年3月22日 出雲市に編入 | 出雲市                      | 平成17年3月22日 出雲市       | 出雲市 |
| 神 門 郡 | 乙立村     | 乙立村     | 乙立村             | 乙立村                     | 乙立村                     | 乙立村                   | 乙立村                 | 乙立村                       | 昭和25年5月3日 朝山村に編入 | 昭和30年3月22日 出雲市に編入 | 出雲市                      | 平成17年3月22日 出雲市       | 出雲市 |
| 神 門 郡 | 八幡原村   | 八幡原村   | 八幡原村           | 八幡原村                   | 乙立村                     | 乙立村                   | 乙立村                 | 乙立村                       | 昭和25年5月3日 窪田村に編入 | 昭和31年6月10日 佐田村       | 昭和44年11月3日 町制 佐田町 | 平成17年3月22日 出雲市       | 出雲市 |
| 神 門 郡 | 東村       | 東村       | 東村               | 東村                       | 乙立村                     | 乙立村                   | 乙立村                 | 乙立村                       | 昭和25年5月3日 窪田村に編入 | 昭和31年6月10日 佐田村       | 昭和44年11月3日 町制 佐田町 | 平成17年3月22日 出雲市       | 出雲市 |
| 神 門 郡 | 吉野村     | 吉野村     | 吉野村             | 吉野村                     | 山口村                     | 山口村                   | 山口村                 | 山口村                       | 昭和23年9月1日 窪田村に編入 | 昭和31年6月10日 佐田村       | 昭和44年11月3日 町制 佐田町 | 平成17年3月22日 出雲市       | 出雲市 |
| 神 門 郡 | 高津屋村   | 高津屋村   | 高津屋村           | 高津屋村                   | 山口村                     | 山口村                   | 山口村                 | 山口村                       | 昭和23年9月1日 窪田村に編入 | 昭和31年6月10日 佐田村       | 昭和44年11月3日 町制 佐田町 | 平成17年3月22日 出雲市       | 出雲市 |
| 神 門 郡 | 上橋波村   | 上橋波村   | 上橋波村           | 上橋波村                   | 山口村                     | 山口村                   | 山口村                 | 山口村                       | 昭和23年9月1日 窪田村に編入 | 昭和31年6月10日 佐田村       | 昭和44年11月3日 町制 佐田町 | 平成17年3月22日 出雲市       | 出雲市 |
| 神 門 郡 | 下橋波村   | 下橋波村   | 下橋波村           | 下橋波村                   | 山口村                     | 山口村                   | 山口村                 | 山口村                       | 昭和23年9月1日 窪田村に編入 | 昭和31年6月10日 佐田村       | 昭和44年11月3日 町制 佐田町 | 平成17年3月22日 出雲市       | 出雲市 |
| 神 門 郡 | 佐津目村   | 一部       | 佐津目村           | 佐津目村                   | 山口村                     | 山口村                   | 山口村                 | 山口村                       | 昭和23年9月1日 窪田村に編入 | 昭和31年6月10日 佐田村       | 昭和44年11月3日 町制 佐田町 | 平成17年3月22日 出雲市       | 出雲市 |
| 楯 縫 郡 | 平田村     | 平田村     | 平田村             | 平田村                     | 平田町                     | 平田町                   | 平田町                 | 平田町                       | 昭和26年4月1日 平田町       | 昭和30年1月1日 平田市        | 平田市                      | 平成17年3月22日 出雲市       | 出雲市 |
| 楯 縫 郡 | 平田村灘分 | 平田村灘分 | 平田村灘分         | 平田村灘分                 | 灘分村                     | 灘分村                   | 灘分村                 | 灘分村                       | 昭和26年4月1日 平田町       | 昭和30年1月1日 平田市        | 平田市                      | 平成17年3月22日 出雲市       | 出雲市 |
| 楯 縫 郡 | 島村       | 島村       | 島村               | 島村                       | 灘分村                     | 灘分村                   | 灘分村                 | 灘分村                       | 昭和26年4月1日 平田町       | 昭和30年1月1日 平田市        | 平田市                      | 平成17年3月22日 出雲市       | 出雲市 |
| 楯 縫 郡 | 出来洲村   | 出来洲村   | 出来洲村           | 出来洲村                   | 灘分村                     | 灘分村                   | 灘分村                 | 灘分村                       | 昭和26年4月1日 平田町       | 昭和30年1月1日 平田市        | 平田市                      | 平成17年3月22日 出雲市       | 出雲市 |
| 楯 縫 郡 | 国富村     | 国富村     | 国富村             | 国富村                     | 国富村                     | 国富村                   | 国富村                 | 国富村                       | 昭和26年4月1日 平田町       | 昭和30年1月1日 平田市        | 平田市                      | 平成17年3月22日 出雲市       | 出雲市 |
| 楯 縫 郡 | 西代村     | 西代村     | 西代村             | 西代村                     | 国富村                     | 国富村                   | 国富村                 | 国富村                       | 昭和26年4月1日 平田町       | 昭和30年1月1日 平田市        | 平田市                      | 平成17年3月22日 出雲市       | 出雲市 |
| 楯 縫 郡 | 美談村     | 美談村     | 美談村             | 美談村                     | 国富村                     | 国富村                   | 国富村                 | 国富村                       | 昭和26年4月1日 平田町       | 昭和30年1月1日 平田市        | 平田市                      | 平成17年3月22日 出雲市       | 出雲市 |
| 楯 縫 郡 | 口宇賀村   | 口宇賀村   | 口宇賀村           | 口宇賀村                   | 国富村                     | 国富村                   | 国富村                 | 国富村                       | 昭和26年4月1日 平田町       | 昭和30年1月1日 平田市        | 平田市                      | 平成17年3月22日 出雲市       | 出雲市 |
| 楯 縫 郡 | 猪目浦     | 猪目浦     | 猪目浦             | 猪目浦                     | 鰐淵村                     | 鰐淵村                   | 鰐淵村                 | 鰐淵村                       | 昭和26年4月1日 平田町       | 昭和30年1月1日 平田市        | 平田市                      | 平成17年3月22日 出雲市       | 出雲市 |
| 楯 縫 郡 | 唐川村     | 唐川村     | 唐川村             | 唐川村                     | 鰐淵村                     | 鰐淵村                   | 鰐淵村                 | 鰐淵村                       | 昭和26年4月1日 平田町       | 昭和30年1月1日 平田市        | 平田市                      | 平成17年3月22日 出雲市       | 出雲市 |
| 楯 縫 郡 | 別所村     | 別所村     | 別所村             | 別所村                     | 鰐淵村                     | 鰐淵村                   | 鰐淵村                 | 鰐淵村                       | 昭和26年4月1日 平田町       | 昭和30年1月1日 平田市        | 平田市                      | 平成17年3月22日 出雲市       | 出雲市 |
| 楯 縫 郡 | 河下村     | 河下村     | 河下村             | 河下村                     | 鰐淵村                     | 鰐淵村                   | 鰐淵村                 | 鰐淵村                       | 昭和26年4月1日 平田町       | 昭和30年1月1日 平田市        | 平田市                      | 平成17年3月22日 出雲市       | 出雲市 |
| 楯 縫 郡 | 奥宇賀村   | 奥宇賀村   | 奥宇賀村           | 奥宇賀村                   | 西田村                     | 西田村                   | 西田村                 | 西田村                       | 昭和26年4月1日 平田町       | 昭和30年1月1日 平田市        | 平田市                      | 平成17年3月22日 出雲市       | 出雲市 |
| 楯 縫 郡 | 万田村     | 万田村     | 万田村             | 万田村                     | 西田村                     | 西田村                   | 西田村                 | 西田村                       | 昭和26年4月1日 平田町       | 昭和30年1月1日 平田市        | 平田市                      | 平成17年3月22日 出雲市       | 出雲市 |
| 楯 縫 郡 | 水谷本庄村 | 水谷本庄村 | 水谷本庄村         | 水谷本庄村                 | 西田村                     | 西田村                   | 西田村                 | 西田村                       | 昭和26年4月1日 平田町       | 昭和30年1月1日 平田市        | 平田市                      | 平成17年3月22日 出雲市       | 出雲市 |
| 楯 縫 郡 | 西々郷村   | 西々郷村   | 西々郷村           | 西々郷村                   | 西田村                     | 西田村                   | 西田村                 | 西田村                       | 昭和26年4月1日 平田町       | 昭和30年1月1日 平田市        | 平田市                      | 平成17年3月22日 出雲市       | 出雲市 |
| 楯 縫 郡 | 久多見村   | 久多見村   | 久多見村           | 久多見村                   | 久多美村                   | 久多美村                 | 久多美村               | 久多美村                     | 昭和26年4月1日 平田町       | 昭和30年1月1日 平田市        | 平田市                      | 平成17年3月22日 出雲市       | 出雲市 |
| 楯 縫 郡 | 東福村     | 東福村     | 東福村             | 東福村                     | 久多美村                   | 久多美村                 | 久多美村               | 久多美村                     | 昭和26年4月1日 平田町       | 昭和30年1月1日 平田市        | 平田市                      | 平成17年3月22日 出雲市       | 出雲市 |
| 楯 縫 郡 | 野石谷村   | 野石谷村   | 野石谷村           | 野石谷村                   | 久多美村                   | 久多美村                 | 久多美村               | 久多美村                     | 昭和26年4月1日 平田町       | 昭和30年1月1日 平田市        | 平田市                      | 平成17年3月22日 出雲市       | 出雲市 |
| 楯 縫 郡 | 東郷村     | 東郷村     | 東郷村             | 東郷村                     | 久多美村                   | 久多美村                 | 久多美村               | 久多美村                     | 昭和26年4月1日 平田町       | 昭和30年1月1日 平田市        | 平田市                      | 平成17年3月22日 出雲市       | 出雲市 |
| 楯 縫 郡 | 岡田村     | 一部       | 岡田村             | 岡田村                     | 檜山村                     | 明治27年 久多見村に編入  | 久多美村               | 久多美村                     | 昭和26年4月1日 平田町       | 昭和30年1月1日 平田市        | 平田市                      | 平成17年3月22日 出雲市       | 出雲市 |
| 楯 縫 郡 | 岡田村     | 一部       | 岡田村             | 岡田村                     | 檜山村                     | 檜山村                   | 檜山村                 | 檜山村                       | 昭和26年4月1日 平田町       | 昭和30年1月1日 平田市        | 平田市                      | 平成17年3月22日 出雲市       | 出雲市 |
| 楯 縫 郡 | 多久村     | 多久村     | 多久村             | 多久村                     | 檜山村                     | 檜山村                   | 檜山村                 | 檜山村                       | 昭和26年4月1日 平田町       | 昭和30年1月1日 平田市        | 平田市                      | 平成17年3月22日 出雲市       | 出雲市 |
| 楯 縫 郡 | 多久谷村   | 多久谷村   | 多久谷村           | 多久谷村                   | 檜山村                     | 檜山村                   | 檜山村                 | 檜山村                       | 昭和26年4月1日 平田町       | 昭和30年1月1日 平田市        | 平田市                      | 平成17年3月22日 出雲市       | 出雲市 |
| 楯 縫 郡 | 園村       | 園村       | 園村               | 園村                       | 東村                       | 東村                     | 東村                   | 東村                         | 昭和26年4月1日 平田町       | 昭和30年1月1日 平田市        | 平田市                      | 平成17年3月22日 出雲市       | 出雲市 |
| 楯 縫 郡 | 鹿園寺村   | 鹿園寺村   | 鹿園寺村           | 鹿園寺村                   | 東村                       | 東村                     | 東村                   | 東村                         | 昭和26年4月1日 平田町       | 昭和30年1月1日 平田市        | 平田市                      | 平成17年3月22日 出雲市       | 出雲市 |
| 楯 縫 郡 | 小境村     | 小境村     | 小境村             | 小境村                     | 東村                       | 東村                     | 東村                   | 東村                         | 昭和26年4月1日 平田町       | 昭和30年1月1日 平田市        | 平田市                      | 平成17年3月22日 出雲市       | 出雲市 |
| 楯 縫 郡 | 小津浦     | 小津浦     | 小津浦             | 小津浦                     | 北浜村                     | 北浜村                   | 北浜村                 | 北浜村                       | 北浜村                      | 昭和30年1月1日 平田市        | 平田市                      | 平成17年3月22日 出雲市       | 出雲市 |
| 楯 縫 郡 | 十六島浦   | 十六島浦   | 十六島浦           | 十六島浦                   | 北浜村                     | 北浜村                   | 北浜村                 | 北浜村                       | 北浜村                      | 昭和30年1月1日 平田市        | 平田市                      | 平成17年3月22日 出雲市       | 出雲市 |
| 楯 縫 郡 | 釜浦       | 釜浦       | 釜浦               | 釜浦                       | 北浜村                     | 北浜村                   | 北浜村                 | 北浜村                       | 北浜村                      | 昭和30年1月1日 平田市        | 平田市                      | 平成17年3月22日 出雲市       | 出雲市 |
| 楯 縫 郡 | 塩津浦     | 塩津浦     | 塩津浦             | 塩津浦                     | 北浜村                     | 北浜村                   | 北浜村                 | 北浜村                       | 北浜村                      | 昭和30年1月1日 平田市        | 平田市                      | 平成17年3月22日 出雲市       | 出雲市 |
| 楯 縫 郡 | 唯浦       | 唯浦       | 唯浦               | 唯浦                       | 北浜村                     | 北浜村                   | 北浜村                 | 北浜村                       | 北浜村                      | 昭和30年1月1日 平田市        | 平田市                      | 平成17年3月22日 出雲市       | 出雲市 |
| 楯 縫 郡 | 三浦       | 三浦       | 三浦               | 三浦                       | 佐香村                     | 佐香村                   | 佐香村                 | 佐香村                       | 佐香村                      | 昭和30年1月1日 平田市        | 平田市                      | 平成17年3月22日 出雲市       | 出雲市 |
| 楯 縫 郡 | 小伊津浦   | 小伊津浦   | 小伊津浦           | 小伊津浦                   | 佐香村                     | 佐香村                   | 佐香村                 | 佐香村                       | 佐香村                      | 昭和30年1月1日 平田市        | 平田市                      | 平成17年3月22日 出雲市       | 出雲市 |
| 楯 縫 郡 | 坂浦       | 坂浦       | 坂浦               | 坂浦                       | 佐香村                     | 佐香村                   | 佐香村                 | 佐香村                       | 佐香村                      | 昭和30年1月1日 平田市        | 平田市                      | 平成17年3月22日 出雲市       | 出雲市 |
| 秋 鹿 郡 | 伊野村上分 | 伊野村上分 | 伊野村上分         | 明治9年5月6日 改称 野郷村  | 伊野村                     | 伊野村                   | 伊野村                 | 伊野村                       | 伊野村                      | 昭和35年4月1日 平田市に編入  | 平田市                      | 平成17年3月22日 出雲市       | 出雲市 |
| 秋 鹿 郡 | 伊野村下分 | 伊野村下分 | 伊野村下分         | 明治9年5月6日 改称 美野村  | 伊野村                     | 伊野村                   | 伊野村                 | 伊野村                       | 伊野村                      | 昭和35年4月1日 平田市に編入  | 平田市                      | 平成17年3月22日 出雲市       | 出雲市 |
| 秋 鹿 郡 | 伊野浦     | 伊野浦     | 伊野浦             | 明治8年9月5日 地合浦       | 伊野村                     | 伊野村                   | 伊野村                 | 伊野村                       | 伊野村                      | 昭和35年4月1日 平田市に編入  | 平田市                      | 平成17年3月22日 出雲市       | 出雲市 |
| 秋 鹿 郡 | 畑浦       | 畑浦       | 畑浦               | 明治8年9月5日 地合浦       | 伊野村                     | 伊野村                   | 伊野村                 | 伊野村                       | 伊野村                      | 昭和35年4月1日 平田市に編入  | 平田市                      | 平成17年3月22日 出雲市       | 出雲市 |

## 行政

### 市長
- 飯塚俊之（1期目）
- 任期：2025年4月16日

### 歴代市長
| 代    | 氏名     | 就任年月日    | 退任年月日    | 備考       |
| ----- | -------- | ------------- | ------------- | ---------- |
| 初代  | 西尾理弘 | 2005年4月17日 | 2009年4月16日 | 旧出雲市長 |
| 2-4代 | 長岡秀人 | 2009年4月17日 | 2021年4月16日 | 旧平田市長 |
| 5代   | 飯塚俊之 | 2021年4月17日 |               |            |

### 過去の赤字財政
財政の健全化を表す実質公債費比率は、2011年度（平成23年度）決算額で21.4%と全国ワースト8位（政令市除く人口10万人以上の都市では同1位）、財政規模に対する借金の総額を示す将来負担比率は237.7%で、当時の市財政は全国的に見ても大変悪化していた。しかし、2017年度（平成29年度）決算で実質公債費比率が16.6%、将来負担比率が165.4%2019年度（令和元年度）決算で実質公債費比率が14.3%、将来負担比率が159.6%と、近年はいずれの数値も改善している。
原因として、財政規模が類似した他の市と比較して公共事業費や公共施設の維持管理費等が多く、また借金依存体質の改善が進んでいなかった事などが挙げられる。
引き続き、公共事業の規模適正化などの財政健全化が急務とされている。

### 市役所
- 本庁：島根県出雲市今市町70番地

新庁舎竣工により、2009年2月16日に元の「出雲市今市町109番地1」より移転した。
- 行政センター（旧支所）

2019年4月1日に支所を行政センターに改組し、支所機能を整備した。
- 平田行政センター：島根県出雲市平田町951番地1
- 佐田行政センター：島根県出雲市佐田町反辺1747番地6
- 多伎行政センター：島根県出雲市多伎町小田74番地1
- 湖陵行政センター：島根県出雲市湖陵町二部1320番地
- 大社行政センター：島根県出雲市大社町杵築南1395番地
- 斐川行政センター：島根県出雲市斐川町荘原2172番地

### 県の機関･公共施設
- 島根県東部県民センター出雲事務所
- 島根県出雲保健所
- 島根県出雲児童相談所
- 島根県東部農林振興センター出雲事務所
- 島根県農業技術センター
- 島根県畜産技術センター
- 島根県立東部高等技術校
- 島根県出雲県土整備事務所
- 島根県出雲空港管理事務所

医療、福祉、教育
- 島根県立中央病院
- 島根県立こころの医療センター
- 島根県立大学短期大学部出雲キャンパス
- 島根県出雲教育事務所
- 島根県立東部社会教育研修センター
- 島根県立青少年の家
- 島根県立古代出雲歴史博物館
- 島根県立浜山公園

警察、環境
- 島根県出雲警察署
- 島根県環境保健公社出雲出張所
- 島根県住宅供給公社出雲住宅管理事務所

### 国の機関等
省庁の50音順。
厚生労働省
- 島根労働局出雲労働基準監督署
- 島根労働局出雲公共職業安定所
- 同省年金局所管
  - 日本年金機構出雲年金事務所

国土交通省
- 中国地方整備局出雲河川事務所
- 中国地方整備局斐伊川・神戸川総合開発工事事務所

財務省
- 広島国税局出雲税務署
- 国立印刷局旧出雲出張所（統合）＝現・中国みつまた調達所（岡山県）。本局の中国・四国みつまた調達所は2010年（平成22年）4月付[41]で統合が決まり、平成25年（2023年4月1日時点）で中国と四国それぞれ1ヵ所に集約された[注釈 11]。

防衛省
- 自衛隊島根地方協力本部出雲地域事務所・援護センター出雲分室
- 陸上自衛隊出雲駐屯地

法務省
- 広島法務局出雲支局
- 松江地方検察庁出雲支部
  - 出雲区検察庁

## 議会

### 市議会
市議会は独自のウェブサイトを運営する。
- 定数：30人
- 任期：2025年4月16日

### 県議会
- 選挙区：出雲市選挙区
- 定数：9名
- 任期：2019年（令和元年）5月14日～2023年（令和5年）5月13日

| 議員名     | 会派名                       | 備考 |
| ---------- | ---------------------------- | ---- |
| 原拓也     | 島根県議会自由民主党         |      |
| 多々納剛人 | 島根県議会自由民主党         |      |
| 園山繁     | 自由民主党島根県議会議員連盟 |      |
| 森山健一   | 島根県議会自由民主党         |      |
| 遠藤力一   | 公明党島根県議団             |      |
| 池田一     | 自由民主党島根県議会議員連盟 |      |
| 成相安信   | 無所属                       |      |
| 大国陽介   | 日本共産党島根県議団         |      |
| 欠員       |                              |      |

### 衆議院
出雲全域は2022年に選挙区割り2区が見直された。
- 選挙区：島根県第2区 （浜田市、出雲市、益田市、大田市、江津市、邑智郡、鹿足郡）
- 任期 ：2024年10月27日[48] - 2028年10月26日

| 選挙区      | 議員名    | 党派名     | 当選回数 | 備考   |
| ----------- | --------- | ---------- | -------- | ------ |
| 島根県第2区 | 高見 康裕 | 自由民主党 | 2        | 選挙区 |

## 司法
- 松江地方裁判所出雲支部
  - 出雲簡易裁判所
- 松江家庭裁判所出雲支部

## 産業
農林水産業は東部農林水産振興センターを置く。

### 農業
出雲市は、斐伊川と神戸川に育まれた出雲平野が広がる県内でも特に農業生産力の高い地域である。
農業産出額は県全体の23%を、果実の生産額では県全体の58%を占めている。
- ブドウ - 出雲市大社町周辺での栽培が盛んで、出雲市、JAしまね出雲地区本部が中心となり、施設加温デラウエア種を対象に、産地戦略を進める。実施主体は出雲市グリーンなぶどう栽培体系実証協議会[52]。

地元産を利用したワイン醸造も行われている。島根県全体の出荷量は2,090トンと全国13番目の出荷量である（令和2年度時点）。
- イチジク - 出雲市多伎町の特産品で多伎いちじくのブランド名で生産、出荷。甘味が強い品種を栽培する。
- サツマイモ - 出雲市湖陵町では、ベニアズマを「西浜いも」のブランド名で生産、出荷。
- 柿 - 西条柿を「こづち」というブランド名で生産、出荷。
- ショウガ - 出西地区で栽培が盛ん。「出西しょうが」のブランドで生産・出荷。
- タマネギ - 「斐川のみがきたまねぎ」のブランド名で生産・出荷。
- コンニャク - 出雲市南部の橋波地区では、橋波こんにゃくのブランド名で生産、出荷。
- その他の野菜にハトムギ、モロヘイヤ、青ネギ、キュウリ、ブロッコリー、アスパラガス、ヤーコン、ダイコン、花卉（かき）はオリジナルブランド開発など県の掲げる主要5品目のうちきく、トルコギキョウ、バラ[54]とシクラメン[55]の4品に、シクラメン経営の補完にアジサイを導入した[56]。

島根県農業協同組合青年組織協議会の本拠地を市内に置く。また消費者庁管轄の中国四国食育ネットワークに参加し、連携する「出雲市食のボランティア連絡協議会」による、食生活改善や健康づくりを目指す「食のボランティア」の育成講座が開かれている。
出雲そばやしじみ汁など、郷土料理が伝承される。

### 漁業
魚の地域名が豊富である。
- 小田漁港
- 湖陵漁港
- 大社漁港
- 宇竜漁港
- 鷺浦漁港
- 鵜峠漁港
- 猪目漁港
- 十六島漁港
- 釜浦漁港
- 塩津漁港
- 唯浦漁港
- 小伊津漁港
- 地合漁港
- 境川漁港

### 工業
製造品出荷額は、県全体の40%を占めている。
- 長浜中核工業団地
- 斐川西工業団地
- 坂田工業団地
- 東部工業団地

### 本社を置く主要企業･団体
- 一畑電車
- 出雲一畑交通
- エフエムいずも
- 島根中央信用金庫
- 出雲ガス
- 出雲ケーブルビジョン
- ひらたCATV
- 島根日日新聞
- 島根ナカバヤシ
- NTN鋳造
- ヒラタ精機
- 島根富士通
- 出雲村田製作所
- 島根島津
- ジェイ・オー・ファーマ
- タケダ造園
- 神州電気

### 工場・事業所を置く主要企業
- ナスラック出雲ダンタニ工場
- オムロンスイッチアンドデバイス出雲事業所（旧:オムロン出雲）
- ダイハツメタル出雲工場
- ダイワボウプログレス出雲工場
- 積水成型工業出雲工場
- 山陰中央新報社製作センター
- 島根富士通
- りそなグループカスタマーセンター

### 支社・営業所を置く主要企業
銀行･信用金庫･労働金庫
- 山陰合同銀行
- 島根銀行
- 鳥取銀行
- しまね信用金庫
- 中国労働金庫

証券会社
- 東洋証券

その他
- 島根県農業協同組合（出雲地区本部、斐川地区本部）- 出雲市の指定金融機関。
- 中国電力出雲営業所･出雲電力所
- エポラ 出雲支社[65]

### 電気
才賀藤吉が1911年（明治44年）10月事業許可を受け11月に出雲電気を設立し大津村に発電所（瓦斯力、出力123kW）を建設。1912年（大正元年）8月事業開始した。供給区域は簸川郡今市町、杵築町、平田町ほかであったがその後、簸川郡一帯へ拡張した。

## マスメディア

### 新聞社
- 山陰中央新報社出雲総局･ひらた通信部
- 島根日日新聞本社
- 読売新聞社出雲通信部
- 朝日新聞社出雲支局
- 毎日新聞社出雲通信部

### テレビ局
- 山陰放送出雲支社
- 山陰中央テレビジョン放送出雲支社
- 日本海テレビジョン放送出雲支社

### ケーブルテレビ局
- 出雲ケーブルビジョン
- ひらたCATV

### ラジオ局
- エフエムいずも

## 姉妹都市・提携都市

### 日本国内
提携都市
- 諫早市（長崎県）
  - 1981年7月28日、友好交流都市協定（三市協定）を締結。
- 津山市（岡山県）
  - 1981年7月28日、友好交流都市協定（三市協定）を締結。
- 桜井市（奈良県）
  - 1989年10月2日、旧大社町と友好都市協定を締結。
- 琴平町（香川県）
  - 2004年9月25日、旧大社町と友好都市協定を締結。
- 小牧市（愛知県）
  - 2016年4月28日、出雲空港と名古屋空港の路線が結ばれたのを契機に、災害時相互応援協定を締結。

姉妹都市
- 田辺市（和歌山県）
  - 1989年10月27日、旧斐川町と旧龍神村が「日本三美人湯の所在地」として姉妹都市提携。
- 東吾妻町（群馬県）
  - 1989年10月27日、旧斐川町と旧吾妻町が「日本三美人湯の所在地」として姉妹都市提携。

その他
- 全国門前町サミット - 全国の神社仏閣を中心に発展してきた門前町を有する自治体・観光協会・商業関係者などが集まり地域活性、街作り推進のため開催する会議。

### 海外
姉妹都市
- サンタクララ市（アメリカ合衆国カリフォルニア州）
  - 1986年10月11日、姉妹都市協定を締結。

提携都市
- 漢中市（中華人民共和国陝西省）
  - 1996年11月2日、友好都市協定を締結。
- エビアン市（フランス共和国）
  - 2002年2月15日、文化観光友好都市協定を締結。
- カラヨキ市（フィンランド共和国）
  - 2003年5月8日、旧多伎町と友好姉妹都市協定を締結。
- ダンレアリー・ラスダウン市（アイルランド）
  - 2008年6月5日、友好交流都市協定を締結。

## 教育

### 小学校・中学校
通学区域の指定は「通学区域一覧」による（一部選択校区対象地域がある）。島根県立こころの医療センター内の思春期病棟に入院する児童生徒のための若松分校（所管は神戸川小・河南中）がある。
| 市立小学校           | 市立中学校         | 市立小学校           | 市立中学校           |
| -------------------- | ------------------ | -------------------- | -------------------- |
| 出雲市立今市小学校   | 出雲市立第一中学校 | 出雲市立平田小学校   | 出雲市立平田中学校   |
| 出雲市立大津小学校   | 出雲市立第一中学校 | 出雲市立さくら小学校 | 出雲市立平田中学校   |
| 出雲市立上津小学校   | 出雲市立第一中学校 | 出雲市立旅伏小学校   | 出雲市立平田中学校   |
| 出雲市立塩冶小学校   | 出雲市立第二中学校 | 出雲市立灘分小学校   | 出雲市立向陽中学校   |
| 出雲市立神戸川小学校 | [ 注釈 12 ]        | 出雲市立朝陽小学校   | 出雲市立向陽中学校   |
| 出雲市立神西小学校   | 出雲市立河南中学校 | 出雲市立伊野小学校   | 出雲市立向陽中学校   |
| 出雲市立高松小学校   | 出雲市立浜山中学校 | 出雲市立湖陵小学校   | 出雲市立湖陵中学校   |
| 出雲市立長浜小学校   | 出雲市立浜山中学校 | 出雲市立大社小学校   | 出雲市立大社中学校   |
| 出雲市立四絡小学校   | 出雲市立第三中学校 | 出雲市立荒木小学校   | 出雲市立大社中学校   |
| 出雲市立高浜小学校   | 出雲市立第三中学校 | 出雲市立遙堪小学校   | 出雲市立大社中学校   |
| 出雲市立北陽小学校   | 出雲市立第三中学校 | 出雲市立出東小学校   | 出雲市立斐川東中学校 |
| 出雲市立みなみ小学校 | 出雲市立南中学校   | 出雲市立荘原小学校   | 出雲市立斐川東中学校 |
| 出雲市立稗原小学校   | 出雲市立南中学校   | 出雲市立中部小学校   | 出雲市立斐川西中学校 |
| 出雲市立須佐小学校   | 出雲市立佐田中学校 | 出雲市立西野小学校   | 出雲市立斐川西中学校 |
| 出雲市立多伎小学校   | 出雲市立多伎中学校 |                      |                      |

私立中学校
- 出雲北陵中学校（中高一貫校）

### 高等学校
- 島根県立出雲高等学校
- 島根県立出雲工業高等学校
- 島根県立出雲商業高等学校
- 島根県立出雲農林高等学校
- 島根県立平田高等学校
- 島根県立大社高等学校
- 出雲北陵高等学校（中高一貫校）
- 出雲西高等学校

### 特別支援学校
- 島根県立出雲養護学校

### 専門学校
- トリニティカレッジ出雲医療福祉専門学校
- 出雲コアカレッジ
- 出雲医療看護専門学校

### 大学
- 島根大学出雲キャンパス
- 島根県立大学出雲キャンパス

### 公共職業能力開発施設
- 島根県立東部高等技術校[72][73]

- 松江
- 大東
- 出雲

## 地域

### 医療
- 主要医療機関

  - 島根大学医学部附属病院
  - 島根県立中央病院
  - 出雲市立総合医療センター
  - 出雲市民病院
  - 出雲徳洲会病院
  - 斐川生協病院

### 図書館
- 出雲市立出雲中央図書館
- 出雲市立ひかわ図書館
- 出雲市立大社図書館
- 出雲市立海辺の多伎図書館
- 出雲市立湖陵図書館
- 出雲市立佐田図書館
- 出雲市立平田図書館
- 島根大学医学部 附属図書館医学分館

### 電話局番
市外局番は0853。
- 出雲営業所管轄（20～26, 30, 31）
- 出雲長浜電話交換所管轄（28）
- 出雲神西電話交換所管轄（43）
- 乙立電話交換所管轄（45）
- 出雲稗原電話交換所管轄（48）
- 大社電話交換所管轄（53）
- 鷺浦電話交換所管轄（54）
- 平田電話交換所管轄（62, 63）
- 平田河下電話交換所管轄（66）
- 平田東電話交換所管轄（67, 69）
- 平田佐香電話交換所管轄（68）
- 斐川電話交換所管轄（72, 73）
- 西須佐電話交換所管轄（84）
- 窪田電話交換所管轄（85）
- 多伎電話交換所管轄（86）

### 郵便局
郵便物の集配は以下の郵便局が行っている。民営化前の2006年10月30日に変更された。
- 出雲郵便局:693-00xx、693-85xx、693-86xx、693-87xx、693-01xx、693-02xx、699-08xx、699-07xx、699-05xx、699-06xx
- 佐田郵便局:693-05xx
- 小田郵便局:699-09xx
- 平田郵便局:691-00xx、691-85xx、691-86xx、691-87xx

## 交通

### 空港
- 出雲空港

  - 日本航空（JAL）
    - 東京/羽田
    - 大阪/伊丹[注釈 13]
    - 札幌/新千歳（季節運航）
    - 福岡[注釈 14]
    - 隠岐[注釈 14]

  - フジドリームエアラインズ[注釈 15]
    - 名古屋/小牧
    - 名古屋/中部
    - 静岡

空港連絡バスが出雲市駅、出雲大社、玉造温泉、松江駅、松江しんじ湖温泉駅から運行されている。

### 鉄道
西日本旅客鉄道（JR西日本）
- 山陰本線
  - （米子・松江方面） - 荘原駅 - 直江駅 - 出雲市駅 - 西出雲駅 - 出雲神西駅 - 江南駅 - 小田駅 - 田儀駅 - （大田市・益田方面）
  - 中心となる出雲市駅に、特急やくも（岡山・米子・松江方面 - 出雲市駅）、特急スーパーおき（米子・松江方面 - 出雲市駅 - 益田・新山口方面）、特急スーパーまつかぜ（鳥取・米子・松江方面 - 出雲市駅 - 浜田・益田方面）、寝台特急サンライズ出雲（東京方面 - 出雲市駅）が停車する。西出雲駅には特急列車が片道1本ずつ停車する。

一畑電車
- 北松江線
  - 電鉄出雲市駅（JR出雲市駅に隣接） - 出雲科学館パークタウン前駅 - 大津町駅 - 武志駅 - 川跡駅（大社線） - 大寺駅 - 美談駅 - 旅伏駅 - 雲州平田駅 - 布崎駅 - 湖遊館新駅駅 - 園駅 - 一畑口駅 - 伊野灘駅 - （松江しんじ湖温泉方面）
- 大社線（全線市内）
  - 川跡駅（北松江線） - 高浜駅 - 遙堪駅 - 浜山公園北口駅 - 出雲大社前駅

### 路線バス・自治体バス
- 一畑バス
- 出雲一畑交通
- スサノオ観光
- 谷本ハイヤー
- 平田生活バス
- 多伎循環バス
- 出雲市佐田町スクールバス
- 飯南町生活路線バス
- 石見交通

### 高速バス
| 愛称名                               | 運行会社                                                       | 運行区間                                                                        | 昼/夜行 |
| ------------------------------------ | -------------------------------------------------------------- | ------------------------------------------------------------------------------- | ------- |
| スサノオ号                           | JRバス中国                                                     | TDL・東京（東京駅） - 斐川IC・出雲市駅                                          | 夜行    |
| WILLER EXPRESS                       | ベイラインエクスプレス                                         | 東京（バスタ新宿） - 出雲市駅・出雲大社                                         | 夜行    |
| オリオンバス                         | O・T・B                                                        | 東京（バスタ新宿） - 出雲市駅・出雲大社                                         | 夜行    |
| 出雲・松江・米子ドリーム名古屋号     | JRバス中国                                                     | 名古屋市 - 斐川IC・出雲市駅                                                     | 夜行    |
| グラン昼特急出雲号                   | JRバス中国                                                     | 京都市・大阪市（大阪駅） - 斐川IC・出雲市駅・出雲大社                           | 昼行    |
| グランドリーム出雲号・ドリーム出雲号 | JRバス中国                                                     | 京都市・大阪市（大阪駅） - 斐川IC・出雲市駅・出雲大社                           | 夜行    |
| くにびき号                           | 一畑バス 阪急観光バス                                          | 大阪市（梅田・新大阪駅）・吹田市（千里NT）・宝塚IC・西宮北IC - 斐川IC・出雲市駅 | 昼行    |
| ポートレイク号                       | JRバス中国 神姫バス                                            | 神戸市（三宮） - 出雲市駅                                                       | 昼行    |
| ももたろうエクスプレス号             | 日ノ丸自動車 一畑バス 両備ホールディングス 中鉄バス JRバス中国 | 岡山市 - 斐川IC・出雲市駅                                                       | 昼行    |
| みこと号                             | 一畑バス JRバス中国                                            | 広島市 - 三次市 - 庄原市（高野） - 雲南市 - 出雲市駅                            | 昼行    |
| 出雲ドリーム博多号                   | JRバス中国 JR九州バス                                          | 福岡市・北九州市（小倉駅） - 斐川IC・出雲市駅                                   | 夜行    |

### 道路
高速道路
- 山陰自動車道：（米子自動車道 米子JCT・松江中央IC・松江自動車道 宍道JCT方面） - 斐川IC - 出雲IC - 出雲湖陵IC - 出雲多伎IC - （大田中央・三瓶山IC方面）

国道
- 国道9号（鳥取市・米子市・松江市方面 - 出雲市 - 大田市・浜田市方面）
- 国道184号（出雲市 - 飯南町・三次市方面）
- 国道431号（出雲市 - 松江市・境港市・米子市方面）

県道
- 島根県道23号斐川一畑大社線
- 島根県道26号出雲三刀屋線
- 島根県道27号出雲市停車場線
- 島根県道28号出雲大社線
- 島根県道29号大社日御碕線
- 島根県道39号湖陵掛合線
- 島根県道51号出雲奥出雲線
- 島根県道56号大田佐田線
- 島根県道157号出雲大東線
- 島根県道159号出雲平田線
- 島根県道161号斐川出雲大社線
- 島根県道162号大社立久恵線
- 島根県道183号斐川上島線
- 島根県道184号平田荘原線
- 島根県道185号三刀屋佐田線
- 島根県道196号荘原停車場線
- 島根県道197号木次直江停車場線
- 島根県道198号小田停車場線
- 島根県道199号西出雲停車場線
- 島根県道228号平田停車場線
- 島根県道232号小伊津港線
- 島根県道243号出雲空港線
- 島根県道250号鰐淵寺線
- 島根県道271号稗原木次線
- 島根県道275号十六島直江停車場線
- 島根県道276号遙堪今市線
- 島根県道277号多伎江南出雲線
- 島根県道278号矢尾今市線
- 島根県道279号外園高松線
- 島根県道280号佐田小田停車場線
- 島根県道281号窪田山口線
- 島根県道283号宮内掛合線
- 島根県道284号田儀山中大田線
- 島根県道325号佐田八神線
- 島根県道335号出雲空港宍道線
- 島根県道337号出雲インター線
- 島根県道340号出雲多伎インター線
- 島根県道351号出雲路自転車道線
- 島根県道352号宍道湖湖北自転車道線

市道
- 市道大津73号線

出雲市大津新崎町1丁目 - 大津町間を結ぶ商工会議所、島根県合同庁舎、市立図書館前を通る延長0.2 km、幅員17 mの街路で、1987年（昭和62年）8月10日に美観性と機動性を基準に、「みゆきの道」として旧建設省と「道の日」実行委員会により制定された「日本の道100選」にも選ばれている。1968年（昭和43年）から1971年（昭和46年）にかけて土地区画整理事業で建設されたもので、「やすらぎの道路」「人と車の調和」をテーマに、交通安全を目的に車道をゆるかやに蛇行させていることが特徴である。車道・歩道共にカラー・インターロッキングブロック舗装を採用し、車道と歩道間には島根県木でもある出雲地方古来の築地松（ついじまつ）という種のクロマツを中心に、サツキなどが植えられた日本庭園風の植栽がなされていて、美観を保つため電柱類看板等の設置は抑制されている。愛称の「みゆきの道」は、1982年（昭和57年）10月の島根国体が開催されたときに、昭和天皇がこの道を歩いたことに由来する。

### 道の駅
- 大社ご縁広場（島根県道162号大社立久恵線）
- キララ多伎（国道9号）
- 湯の川（国道9号）

## 観光スポットなど
- 出雲市駅観光案内所[76]

### 名所・旧跡
- 出雲大社 - 本殿は国宝。大国主命の本宮
  - 出雲大社境内遺跡
- 須佐神社
- 日御碕神社 - 社殿は国の重要文化財
- 荒神谷遺跡 - 国指定史跡
- 西谷墳墓群史跡公園（出雲弥生の森） - 国指定史跡
- 一畑寺（一畑薬師）
- 鰐淵寺
- 連紹寺
- 鳶ヶ巣城 - 市指定史跡
- 韓竈神社
- 原山遺跡
- 今市大念寺古墳
- 上塩冶築山古墳
- 上塩冶地蔵山古墳
- 田儀櫻井家たたら製鉄遺跡 - 国指定史跡
- 朝日たたら跡 - 国指定史跡
- 出雲阿国の墓
- 木綿街道
- 佐香神社（松尾神社）
- 康国寺庭園
- 長浜神社
- 万九千神社
- 出雲平野の築地松

### 自然
- 日御碕（大山隠岐国立公園）
- 立久恵峡（国の名勝および天然記念物）
- 宍道湖（日本百景の一つ。ラムサール条約に登録）
- 神西湖
- 斐伊川
- 神戸川
- 高瀬川
- 稲佐の浜（日本の渚百選）
- 薗の長浜（国引き神話では、国を引いた綱はそれぞれ薗の長浜（稲佐の浜）と弓浜半島になったという）
- 経島（国の天然記念物）
- 猪目洞窟
- 八雲風穴

### 建造物・公園・施設等
- 出雲日御碕灯台 - 国の重要文化財
- 大社駅駅舎 - 国の重要文化財
- 出雲ドーム
- 湖遊館
- 宍道湖自然館ゴビウス
- 出雲科学館
- 多伎いちじく館
- 出雲いりすの丘
- ビッグハート出雲
- 出雲市民会館
- 島根ワイナリー
- マリンタラソ出雲
- 出雲市トキ分散飼育センター
- ご縁横丁
- 島根県立浜山公園
- 出雲健康公園
- 一の谷公園
- 真幸ケ丘公園
- 宍道湖グリーンパーク
- しまね花の郷
- 目田森林公園
- 手引ヶ浦台場公園
- 新出雲風力発電所
- 斐川ひまわり畑

### 博物館・資料館
- 島根県立古代出雲歴史博物館
- 出雲文化伝承館
- 荒神谷博物館
- 出雲弥生の森博物館
- 出雲民藝館
- 原鹿旧豪農屋敷
- 出雲市立平田本陣記念館
- 手錢記念館
- 吉兆館
- 今岡美術館
- 出雲キルト美術館
- スサノオ館

### 温泉・温泉施設
- 湯の川温泉
- 出雲須佐温泉
- 立久恵峡温泉
- 小田温泉
- 不老温泉
- 華蔵温泉
- 出雲湖陵温泉
- 北山健康温泉
- 多伎いちじく温泉
- 出雲平成温泉
- 出雲駅前温泉 らんぷの湯
- えんや温泉
- いずも縁結び温泉ゆらり
- 出雲ゆうプラザ

### 名水
- 真名井の清水
- 浜山湧水群

### イベント・祭事など
- 出雲大社の祭事（出雲大社神迎祭、神在祭、大祭礼、神等去出祭、ほか多数）
- 出雲全日本大学選抜駅伝競走（出雲駅伝） - 大学三大駅伝の一つ
- 出雲神話まつり
- 吉兆神事
- 切明神事（須佐神社）
- 福神祭
- 鰐淵寺紅葉まつり
- 武蔵坊弁慶まつり
- 神在月出雲全国そばまつり
- 大社ご縁まつり
- 高瀬川灯ろう流し
- 荒神谷ハスまつり
- 出雲伝統芸能祭
- 斐川チューリップ祭り
- 平田まつり
- 平田天満宮祭奉納一式飾競技大会[77]
- アイルランドウィーク
- 出雲ドーム2000人の吹奏楽（毎年9月下旬開催）
- スイムランIN多伎
- 出雲カップU-18サッカー大会
- 出雲くにびきマラソン大会
- 一畑薬師マラソン大会
- スサノオウォーク

### 名物・特産品
- 出雲そば - 三大蕎麦の一つ
- 出雲ぜんざい - ぜんざいは出雲地方が発祥地とされている
- あご野焼
- しまねぶどう（デラウェア）
- 島根ワイン
- 俵まんぢう
- しまね和牛
- 宿禰餅
- 雲太（中山せんべい）
- 來間屋生姜糖
- バラパン（なんぼうパン）
- 出雲そばおやき
- 多伎いちじく（蓬莱柿）
- こづち（西条柿）
- 西浜いも（サツマイモ）
- 出西生姜
- 出雲おろち大根
- 十六島のり
- 板わかめ
- 宍道湖・神西湖のヤマトシジミ
- 地酒 - 出雲富士「大吟醸」（全国新酒鑑評会で平成2、4、5年金賞受賞）、十旭日、天穏、ヤマサン正宗ほか
- 橋波こんにゃく
- 吉野地区の杵つき餅
- 出雲細工かまぼこ
- 縁結びかまぼこ
- 醤油 - 井ゲタ醤油、持田醤油店 ほか
- ヤーコン茶
- 佐田みそ
- 張子虎
- 筒描藍染
- 八雲塗漆器
- 出雲五色天神
- 野見宿祢軍配
- 木地雛
- 出西窯
- 萬祥山窯
- 大社の祝凧
- 獅子頭
- スサノオ和紙
- 出西織
- シクラメン

### 伝統芸能
- 重要無形民俗文化財
  - 大土地神楽
- 県指定文化財

  - 吉兆神事
  - 須佐神社の念仏踊
  - 見々久神楽
  - 三谷神社投獅子舞
  - 埼田宇賀神社獅子舞
  - 宇賀神社獅子舞
  - 多久神社ささら舞

## 出身人物
区分内は50音順。

### 歴史上の人物
- 出雲阿国
- 塩冶高貞
- 高岡宗泰

### 政治家
- 青木幹雄（元参議院議員）
- 青木一彦[78]（参議院議員、青木幹雄の長男）
- 石橋孫八（元衆議院議員）
- 岩國哲人（元出雲市長、元衆議院議員）
- 江角柳四郎（元貴族院多額納税者議員）
- 木佐徳之助（元平田市長）
- 澄田信義（元島根県知事）
- 千家尊福（貴族院議員、東京府知事）
- 高橋円三郎（元衆議院議員）
- 竹下勇造（元島根県議会議員）
- 成相善十（元県会議員、元参議院議員）

### 実業家
- 上田勝彦
- 大村貞蔵
- 大村義雄
- 加藤辨三郎
- 金藤英夫（旧姓・石橋、米子製鋼所支配人、米子銀行常務）
- 桜井三郎右衛門
- 塩田元規
- 永瀬義春
- 布野幸利

### 文化人
- 石橋和訓（画家）
- 川又咲紀（将棋女流棋士）
- 園山真希絵（料理研究家）
- 長谷川摂子（童話作家）
- 原石鼎（俳人）
- 錦織良成（映画監督）
- 福間香奈（将棋女流棋士）
- 古居みずえ（フォトジャーナリスト、映画監督）
- 米山治（島根県民歌「薄紫の山脈」作詞者）

### スポーツ
- 浅津ゆうこ（元プレミアリーグ（Vリーグ）久光製薬スプリングス選手）
- 石橋貢（元プロ野球・横浜大洋ホエールズ外野手）
- 江角浩司（元サッカーJ3カターレ富山選手）
- 大橋健典（元プロボクサー・第62代日本フェザー級王者）
- 大野豊（元プロ野球・広島東洋カープ投手、野球解説者）
- 川上典洋（サッカー・テゲバジャーロ宮崎選手）
- 38代木村庄之助（大相撲・立行司・高田川部屋所属）
- 琴弥山幸基（大相撲・元力士・佐渡ヶ嶽部屋所属）
- 琴鳳圭史（大相撲・元力士・佐渡ヶ嶽部屋所属）
- 杉原洋（元プロ野球・千葉ロッテマリーンズ、NOMOベースボールクラブ、横浜ベイスターズ投手）
- 高橋千秋（元女子競輪選手）
- 瀧見山延雄（大相撲力士・二所ノ関部屋、世話人）
- 土江寛裕（元陸上短距離選手）
- 二所錦照生（大相撲・元力士・二所ノ関部屋所属）
- 原裕太郎（元サッカーJ2愛媛FC選手）
- 柳楽智和（元サッカーJ2ガイナーレ鳥取選手）
- 吉岡隆徳（陸上短距離選手）
- 和田毅（元プロ野球・福岡ソフトバンクホークス投手）

### 芸能人
- 青山草太（俳優）
- 今井悠貴（俳優）
- 江角マキコ（元女優）
- 清水興（ベーシスト、音楽プロデューサー）
- 芹明香（女優）
- 曽田麻衣子（タレント、キャスター）
- 竹内まりや（シンガーソングライター）
- ドリー（ロックバンドザ50回転ズ Ba. Vo）
- 成瀬誠（俳優）
- 錦織健（声楽家）
- 福島明也（声楽家）
- 山根麻以（歌手）

### その他
- アサダニッキ（漫画家）
- 大村広奈（NHKアナウンサー）
- 佐藤博史（弁護士）
- 永瀬忠志（冒険家）
- 布野修司（建築・都市研究家）
- 秦まりな（山陰放送アナウンサー）
- 森野あるじ（Flashクリエイター）
- 和田季子（元山陰放送アナウンサー）